# 日本の廃止・休止競馬場一覧
日本の廃止・休止競馬場一覧（にっぽんのはいし・きゅうしけいばじょういちらん）とは現在廃止または休止されている日本の競馬場をまとめたものである。
所在地名は廃止当時の地名で呼称。廃止年は原則として最終開催年で記述しているが、最終開催年と廃止年が異なる場合は廃止とされた年を廃止年とする。

## 概説
本項では中央競馬における廃止（または休止）された競馬場と地方競馬における廃止（または休止）された競馬場について述べているが中央競馬は1954年の競馬法改正により新たに発足したものであり、改正前の競馬法に基づく「国営競馬」を礎としており地方競馬とは運営主体も設立の経緯も異なるため、それぞれ分けて分類している。歴史的経緯などについては、次節で詳述する。

### 日本競馬の歴史について
本節では、日本における競馬の歴史をまとめる。
そもそも日本の競馬というとき『続日本紀』に記載されている701年の競馬や賀茂の競べ馬（くらべうま）、織田信長の安土馬揃え等の記録や相馬野馬追等の無形文化財など一部を除き、ほとんどが民俗の中に埋もれている。このような民俗的競馬の一方、別の競馬の系譜として幕末期に外国人居留地において行われた「洋式競馬」の系譜がある。ただし、「洋式競馬」の明確な定義（馬券発売を伴うことか、あるいは単に洋式馬具で行われることか）は定かではない。いずれにせよ、日本人による「洋式競馬」は1870年に東京招魂社（靖国神社）で初めて行われたという記録があり、その後は各地で「洋式競馬」が開催されたという。
馬券発売を伴う競馬が確認されるのは、政府の黙認のもとに1906年に開催された池上競馬場の競馬である。同年に制定された「競馬開催ヲ目的トスル法人ノ設立ニ関スル件」により、根岸・池上・目黒・川崎・板橋・松戸・函館・宮崎・鳴尾・札幌・京都・小倉・新潟・藤枝に競馬会が設立されたこれらの競馬会は、後に函館・札幌・新潟・松戸・東京・日本レース・藤枝・京都・阪神・小倉・宮崎の11倶楽部に再編された。これが中央競馬の源流である。しかし同年制定の新：刑法により、馬券の発売は賭博禁止（正確には富くじ禁止）に抵触することとなった。しかし軍馬改良のために競馬が求められたため施設管理や賞金に対して補助金を交付する形態で競馬は存続され、競馬規程が制定された。競馬規程では競馬は民法旧34条の規定による競馬会でなければ開催できないこと、ただし祭典等に際して専ら娯楽のためにするもはこの限りでない旨規定された。この民俗的競馬としての祭典競馬が地方競馬の源流である。因みに祭典競馬の概要を『大井競馬のあゆみ』から抜粋すると、
- 神社の境内、あるいはその付近の耕作路で行う。
- 出走馬は毎回200〜300頭の多数に達する。
- 農馬の大多数は競馬に出す。熱心家は競馬専門の馬を飼養する。
- 騎手はなるべく小格の者で、10歳前後の子供を乗せる。
- 賞品は物品を用いる。

というものであった。
後の中央競馬に至る競馬は1923年に補助金の交付による財政負担を軽減するために競馬法を制定し、全国11の競馬倶楽部に対して馬券発売を伴う競馬開催が特許され1936年の競馬法改正により、これらの競馬倶楽部が統合されて「日本競馬会」となり1948年の新：競馬法制定に至る。
一方、先に述べた1908年制定の競馬規程は1910年に改正され産牛馬組合（後の畜産組合）による競馬開催が認められた。これが今日に直接つながる地方競馬の原点である。この競馬では馬券の発売が認められていなかったものの投票券付きの入場券を販売し勝馬投票の的中者に景品を交付するというような、いわば「脱法的行為」が行われていたため1927年に地方競馬規則が制定され公式に馬券の発売が認められた。1939年には軍馬資源保護法が制定されたことにより地方競馬規則に基づく競馬が廃止され、「地方競馬」の主催者は軍用馬保護鍛錬中央会に移った（後の日本馬事会）。軍馬資源保護法は1945年の敗戦とともに廃止され、翌1946年に地方競馬法が制定され馬匹組合連合会およびそれが構成する中央馬事会による競馬が開催されるまでの間はいわゆる「ヤミ競馬」が開催された。ただし、「ヤミ競馬」の意義については、若干の補足が必要である。一般に「ヤミ競馬」といわれているのは、法律および省令等の中央政府機関の命令に基づかない競馬である。戦後のヤミ競馬は、当然に、これらには基づかない競馬であるが、都道府県規則等に基づき行われたものもある。また、まったく無法規で開始された競馬を後に都道府県規則を制定して、その規則に基づく競馬として開催させたものも多い。日本国憲法施行前の都道府県は、国の地方機関であり、法律に基づかないあるいは中央政府機関の命令に基づかない、王権に基づく地方行政各部の発する独立命令を発することができた。
戦後、GHQ指令による財閥解体・独占禁止の流れの中で競馬主催者を政府の特許付与団体としていることが問題視されたため1948年に現行の競馬法が制定され旧：競馬法による「日本競馬会」主催競馬は国が主催する「国営競馬」（現在の日本中央競馬会が主催する「中央競馬」）、地方競馬法による「馬匹組合連合会」主催競馬は地方公共団体が主催する「地方競馬」と区別した。
本項では上記の「中央競馬」に至る流れの競馬場を「中央競馬場」、「地方競馬」に至る流れの競馬場を「地方競馬場」と呼称する場合がある。

## 廃止・休止された中央競馬の競馬場
中央競馬を開催する競馬場は、競馬法により「12場以内」と定められている。
そのうち、競馬法施行規則で指定されている競馬場は現在使用中の10場。残りの2場は、横浜競馬場と宮崎競馬場が指定されていた。
- 松戸競馬場 - 中山競馬場に移転、廃止。
- 目黒競馬場（東京都目黒区） - 1933年廃止（当時の主催者は東京競馬倶楽部）、東京競馬場に移転。
- 鳴尾競馬場（兵庫県西宮市） - 旧：阪神競馬場。1943年廃止（当時の主催者は日本競馬会）、新：阪神競馬場に移転。
- 横浜競馬場（神奈川県横浜市中区） - 別名：根岸競馬場。1942年まで開催（当時の主催者は日本競馬会）、1994年廃止。
- 宮崎競馬場（宮崎県宮崎市） - 1943年まで開催（当時の主催者は日本競馬会）、1994年廃止。

なお、1906年に設立された根岸・池上・目黒・川崎・板橋・松戸・函館・宮崎・鳴尾・札幌・京都・小倉・新潟・藤枝の競馬会の競馬場とその変遷をとりまとめると以下のとおりである。
- 根岸 - 横浜競馬場（根岸競馬場）
- 池上 - 目黒競馬場に統合。
- 目黒 - 目黒競馬場。のちに東京競馬場に移転。
- 川崎 - 横浜競馬場に統合。
- 板橋 - 目黒競馬場に統合。
- 松戸 - 松戸競馬場。のちに旧：中山競馬場に移転。さらに現：中山競馬場に移転。
- 函館 - 函館競馬場
- 宮崎 - 宮崎競馬場
- 鳴尾 - 鳴尾競馬場（阪神競馬場）。系譜的には現：阪神競馬場に連なる。
- 札幌 - 札幌競馬場
- 京都 - 京都競馬場（島原競馬場）。のちに京都競馬場（須知競馬場）に移転。さらに現：京都競馬場（淀競馬場）に移転。
- 小倉 - 小倉競馬場（戸畑競馬場）。のちに小倉競馬場（三萩野競馬場）に移転。さらに現：小倉競馬場に移転。
- 新潟 - 新潟競馬場（関屋競馬場）。のちに現：新潟競馬場に移転。なお、関屋競馬場では、戦後に中央競馬は再開されなかった。
- 藤枝 - 藤枝競馬場。のちに現：福島競馬場に移転。

## 戦後に廃止・休止された地方競馬の競馬場
戦後廃止、もしくは休止された地方競馬の競馬場が廃止に至った経緯は概ね3つに大別される。
- 第二次世界大戦中は戦局の悪化とともにすべての競馬が休止されていたが戦後の1946年に地方競馬法が制定されるまで闇競馬が行われていたものの、その後は競馬を開催していない競馬場
- 地方競馬法に基づく馬連競馬[7]が行われたが、その後は競馬を開催していない競馬場
- 1948年に制定された現行競馬法に基づき指定された地方競馬場で、その後の事情により指定を取り消された競馬場

また、競馬法に基づく地方競馬場が廃止された経緯も概ね3つに大別される。
- 地方競馬の競馬場は競馬法で「北海道は6場以内、その他の都府県は2場以内」とされており、当該地域に競馬場が新設されたことに伴い法定数を超えたため廃止された競馬場[8]
- 1954年、競馬法施行令が改正され「地方競馬場は1周1000m以上」とされたことによりコースが規格に適合しないため廃止された競馬場[9]
- 売得金の減少などの要因による経営の悪化などの事情により、主催者が撤退した競馬場（特に「バブル経済」崩壊後の1990年代以降廃止された競馬場）

上記のいずれにも当てはまらないものとして、下記の様なケースも見られる。
- 地方自治体の首長選挙で主に主婦・教育関係者などをターゲットとした集票を目的に「競馬場廃止」の選挙公約を掲げた立候補者が当選後にそれを実行したために、黒字経営ながら廃止された競馬場（仙台競馬場?、春木競馬場、長居競馬場?）
- 地域の馬資源の枯渇などから必要数の競走馬が確保できなくなり、廃止を余儀なくされた競馬場（宮崎競馬場）

### 北海道地方
北海道の地方競馬は、道営競馬（現：ホッカイドウ競馬）と市営競馬（現：ばんえい競馬）の2本立てで開催している。北海道における地方競馬開催成績に関する資料は競馬場ごとの開催成績と主催者ごとの開催成績しか確認できず各競馬場ごとの主催者別開催成績が把握できないため、単に「地方競馬」としてまとめている。
- 小樽競馬場（小樽市銭函3丁目周辺[10]） - 当地付近では1928年から「小樽ゴルフ倶楽部」が開設されていたが、戦時中の1943年に閉鎖。ゴルフ場が閉鎖中の1948年に道営競馬の競馬場として開設され、1周1300m、コース幅員は20 - 25mで、5000人が収容できる木造のスタンドがあった。21回の地方競馬が開催され、1953年に廃止。廃止後は小樽カントリー倶楽部（旧コース）となっている[11]。
- 室蘭競馬場（室蘭市東町3丁目周辺[12]） - 1948年開設、1953年廃止。12回の地方競馬が開催された。
- 函館競馬場（函館市。中央競馬と共用） - 1997年廃止[13]。1955年度から1991年度まで中央競馬と地方競馬を併催。門別競馬場が開設されたことに伴い、ホッカイドウ競馬の開催を廃止。中央競馬は現在も引き続き開催している。
- 岩見沢競馬場（岩見沢市日の出町。旧：岩見沢競馬場は岩見沢市三条東14丁目付近[14]） - 元は1893年、同市鳩が丘に開設と伝えられる。2006年休止。1997年までホッカイドウ競馬と岩見沢市営競馬（ばんえい競馬。後に北海道市営競馬組合[15]営）を併催。その後は2006年まで北海道市営競馬組合営競馬を開催していた。
- 北見競馬場（北見市若松。旧：北見競馬場は北見市東陵町、現：東陵公園[16]） - 1947年、地方競馬法に基づく地方競馬場として開設、1974年、新：北見競馬場に移転。2006年休止。休止後はばんえい競馬・ホッカイドウ競馬の場外発売所として利用していたが、新：場外発売所「ミントスポット北見」に移転したため2009年6月29日で発売を終了した。2006年まで北見市営競馬（ばんえい競馬。後に北海道市営競馬組合営）を開催していた。
- 旭川競馬場（旭川市神居町上雨粉。旧：旭川競馬場は旭川市花咲町、現：花咲スポーツ公園[17]） - 元は1911年に皇太子の台覧のための競馬場として開設されたと伝えられる。2008年休止。2006年まで道営競馬と旭川市営競馬（ばんえい競馬。後に北海道市営競馬組合営）を併催。その後は2008年までホッカイドウ競馬を開催していた。
- 札幌競馬場（札幌市中央区。中央競馬と共用） - 1953年から2009年まで中央競馬と道営競馬を併催。2010年以降はホッカイドウ競馬の開催を休止しているが、現在も開催権は保持。道内最大の都市に所在する集客力や立地条件から、経営状況を勘案しつつ開催を再開する方向性も模索している。中央競馬は現在も引き続き開催している。

### 東北地方
- 青森競馬場（青森県東津軽郡横内村。現在の青森市佃二丁目・三丁目周辺[18]） - 1896年開設の野辺地競馬場から1932年に移転開設（旧：青森競馬場）。同年春秋各3日開催後、休催。（新）青森競馬場は、1935年開設。1937年まで延べ12日間開催後、休催。1939年、軍馬資源保護法施行に伴い廃止。1948年、（新）競馬法に伴い再度開設、1951年廃止。1949年から1951年まで、延べ12回の青森県営競馬が開催された。跡地は現在住宅地となっているが、道路に当時の馬場形態を残している。
- 八戸競馬場（青森県三戸郡館村。現在の八戸市根城周辺[19]） - 1910年、競馬規程の改正により産牛馬組合等の競馬実施が認められると同時に開設（旧：八戸競馬場）。1927年、地方競馬規則施行にあわせて根城の（新）競馬場に移転。1939年、軍馬資源保護法施行により廃止。1948年、（新）競馬法に伴い再度開設、1951年まで開催、1954年廃止。1948年から1951年まで、延べ6回の青森県営競馬が開催された。
- 仙台競馬場（宮城県仙台市太白区東郡山周辺[20]） - 仙台競馬場の前史は長い。この地に移転し開設されたのは、1931年である。その後、軍馬資源保護法の施行に伴い廃止、新：競馬法の施行に伴い再度開設。1959年まで開催、1960年廃止。1948年から1959年まで、延べ43回の地方競馬が開催された。宮城県内では1948年度から1951年度まで宮城県営競馬、1949年度から1959年度まで仙台市営競馬、1951年度と1954年度から1959年度まで石巻市営競馬が開催された。
- 石巻競馬場（宮城県石巻市水押、雲雀野町周辺[21]） - 1931年、水押地区に開設。陸軍演習地となり、1937年以降休催、廃止。1948年雲雀野地区に開設。1959年廃止。1948年から1959年まで延べ24回の地方競馬が開催された。
- 秋田競馬場（秋田県秋田市） - 1948年開設、1953年まで開催、1954年廃止。1948年から1953年まで延べ14回秋田県営競馬が開催された。
- 大館競馬場（秋田県北秋田郡上川沿村。現在の大館市根下戸新町周辺[22]） - 1948年開設、1953年まで開催、1954年廃止。当時としては珍しいスパイラルカーブの五角形の競馬場であった。1948年から1953年まで、延べ15回秋田県営競馬が開催された。
- 米沢競馬場（山形県南置賜郡万世村。現在の米沢市八幡原周辺[23]） - 1948年に山形県営競馬が1回開催されたがその後休止され、1954年廃止。
- 上山競馬場（山形県上山市金瓶[24]） - 1935年に地方競馬規則に基づく競馬が開始された以前にも競馬が行われていたといわれ、開設年不明。競馬規程に基づく競馬場であった可能性もあり、また地方競馬規則、軍馬資源保護法に基づく競馬場であり、かつ1947年8月18日再開とあることから開催されたか否かは不明としても地方競馬法に基づく競馬場としても存在したこととなり、さらに競馬法に基づく地方競馬場につらなって移転もなかったという希有の競馬場である。2003年廃止。1948年から1957年まで山形県営競馬が、1956年から2003年度まで上山市営競馬が開催された。現在は地方競馬の場外発売所「ニュートラックかみのやま」。
- 福島競馬場（福島県福島市、中央競馬と共用） - 1948年廃止。福島県内では以下の「郡山競馬場」と「若松競馬場」で1949年から地方競馬が開催されており競馬法の「同一県内に地方競馬場は2場以内」という規定が当時よりあることから、競馬法に基づく地方競馬は開催されていない。現：競馬法制定以前の地方競馬法による馬連競馬が1947・1948年に延べ6回、36日間開催された。中央競馬は現在も開催している。
- 郡山競馬場（福島県郡山市。現在の開成山公園[25]） - 旧：開成山競馬場。1904年開設、1956年廃止。軍馬資源保護法に基づく鍛錬馬競走も行われた。福島県営競馬が1949年から1951年まで、郡山市営競馬が1950年から1956年まで合計21回の地方競馬が開催された。現在の開成山公園にある五十鈴湖周辺の散策路の外周に沿う、四角形に近い形のコースだった。
- 若松競馬場（福島県北会津郡一箕村。現在の会津若松市山見町周辺[26]） - 旧：会津競馬場。1929年開設、軍馬資源保護法の施行により廃止。1949年再開設、1950年廃止。1949・1950年の2年間に延べ5回の福島県営競馬が開催された。

### 関東地方

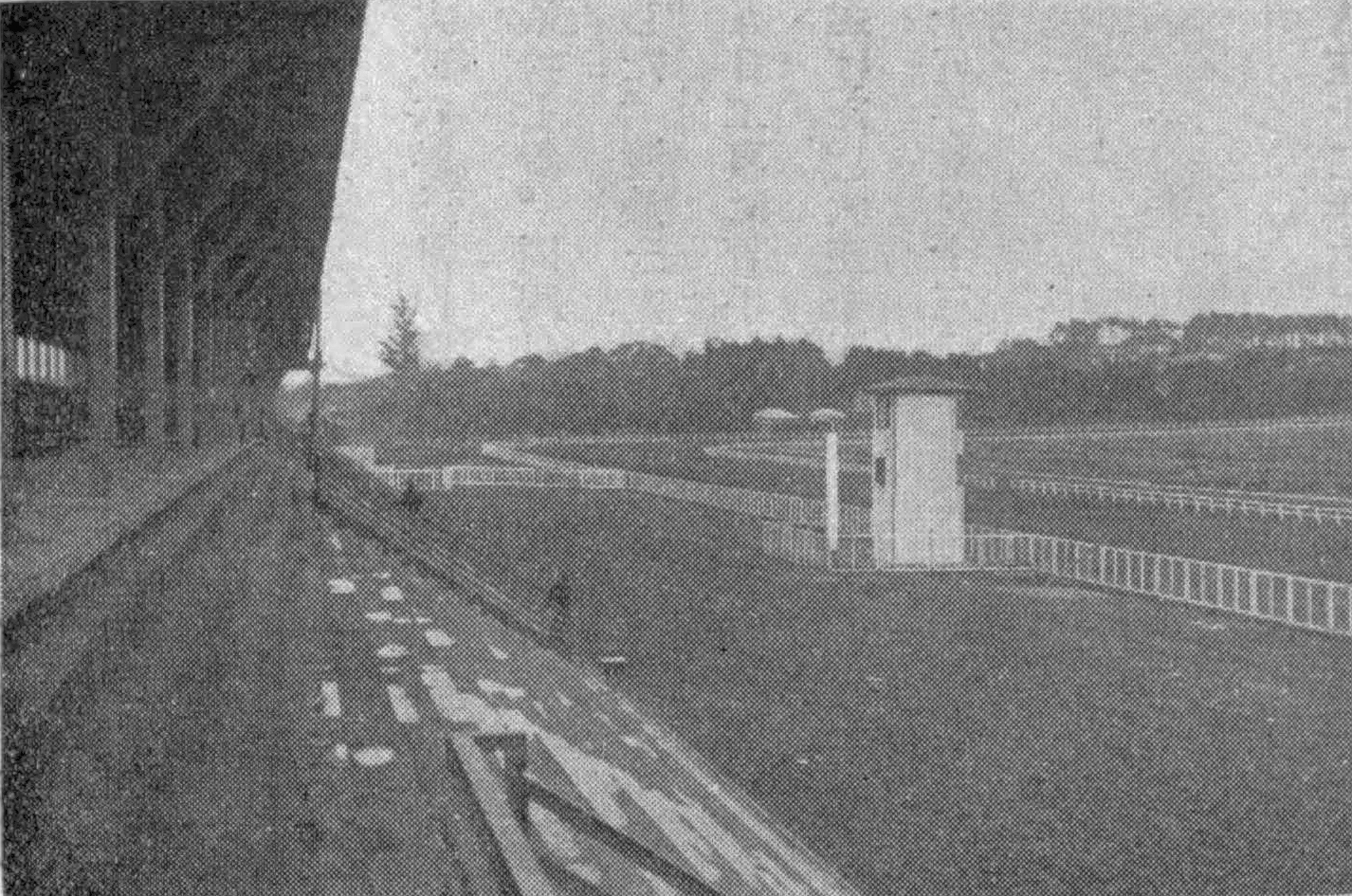
初代 戸塚競馬場

- 取手競馬場（茨城県北相馬郡取手町。現在の取手市白山周辺[27]） - 1917年開設の結城競馬場から1936年に移転開設。軍馬資源保護法に基づく競馬場を経て、1949年廃止。1948・1949年に延べ4回の地方競馬が開催された。跡地は取手競輪場となっており、コースは現在の駐車場付近にあたる。競輪場の外には現在も馬頭観世音が残されている。茨城県内では茨城県営競馬が1948年度から1958年度まで、日立市営競馬および水戸市営競馬が1949年度に、茨城県三市競馬組合（日立市、水戸市および古河市で構成）営競馬が1953・1954年度に開催された。
- 古河競馬場（茨城県猿島郡古河町。現在の古河市北町周辺[28]） - 1928年開設の高萩競馬場が前身。同競馬場は1934年水戸競馬場に移転、さらに1938年に水戸競馬場から移転開設。軍馬資源保護法の施行に伴い廃止。1947年、地方競馬法に基づき再開設。1959年廃止。1948年から1959年まで、延べ50回の地方競馬が開催された。古河市立古河第六小学校の周辺の道路にコース外周の跡が見て取れる。
- 下総御料牧場（千葉県成田市三里塚、本城周辺） - 1周1600m。1881年と1882年に明治天皇が行幸した際、北に隣接した三里塚第一公園に現存する観競台にて、競馬3レースを観覧した。当時、国内の1マイル馬場はここだけであった[29]。昭和初期に1マイル馬場で草競馬が行われていた[30]。1969年、新東京国際空港（現在の成田国際空港）設置計画にともない閉場し、高根沢へ移転[31]。
- 宇都宮競馬場（栃木県宇都宮市西川田[32]） - 1933年開設。軍馬資源保護法に基づく鍛錬馬競走を経て、1948年から地方競馬を実施。2005年廃止。跡地にはカンセキスタジアムとちぎが建てられている。
- 足利競馬場（栃木県足利市五十部町。旧：足利競馬場は同市岩井町[33]） - 1930年開設。開設当時の足利競馬場は足利郡山辺町（現在の足利市）。軍馬資源保護法の施行により廃止。1948年、（旧）足利競馬場を再開設、1969年、（新）足利競馬場に移転。2003年廃止。跡地は五十部運動公園となっているほか、2011年に足利赤十字病院が開院した。
- 高崎競馬場（群馬県高崎市岩押町[34]） - 高崎競馬場の沿革は競馬規程制定前に遡るという。現位置に競馬場が建設されたのは1937年、翌年、競馬規程に基づく競馬の実施が許可されたという。その後、地方競馬規則、軍馬資源保護法に基づく競馬を開催。1948年、競馬法に基づく地方競馬を開催。2004年廃止。現在は地方競馬の広域場外発売所「BAOO高崎」として使用。コースは舗装されて駐車場として利用しているほか、内馬場は公園となっている。また2014年6月までは中央競馬の場外発売も行っていた。
- 柏競馬場（千葉県東葛飾郡柏町。現在の柏市豊四季台団地周辺[35]） - 千葉市外椿森にあった競馬規程に基づく競馬場が、1928年地方競馬規則に基づく競馬場として移転開設。軍馬資源保護法に基づく競馬場を経て1949年、競馬法に基づく競馬場として再開設。柏競馬場では1949・1950年途中までに千葉県営競馬および千葉市営競馬を7回開催後、船橋競馬場に移転。1952年廃止。
- 八王子競馬場（東京都八王子市高倉町周辺[36]） - 1928年、小宮村西中野（現在の八王子市中野上町付近）に開設。1935年移転。軍馬資源保護法に基づく鍛錬馬場を経て1948年、競馬法に基づく地方競馬場となる。1949年廃止。大井競馬場へ移転して現在も開催している。移転後は「八王子牧場」として利用され、特別区競馬組合による大井競馬の抽せん馬の育成や関東地方競馬組合による騎手の育成等が行われていた。その後、騎手の育成は1962年に競馬法が改正されて新設した地方競馬全国協会に引き継がれ、八王子牧場も1965年に千葉県印西市へ移転し小林牧場（現在の大井競馬場小林牧場分厩舎）となった。跡地は現在団地や宅地が広がっているほか、一部は東京都立大学の施設となっている。
- 戸塚競馬場（神奈川県鎌倉郡戸塚町） - 1938年開設。1939年、軍馬資源保護法の鍛錬馬場に指定される。1942年、汲沢に移転。向正面が凹んだ特異な形態の競馬場であった[37]。1948年から1950年まで神奈川県営競馬・横浜市営競馬・川崎市営競馬・平塚市営競馬が延べ16回開催された。1950年、川崎競馬場が駅前の現在地に移転して再開するとともに休止（旧：川崎競馬場（別名：大師競馬場）は、軍馬資源保護法の制定に伴い廃止。新：川崎競馬場は、系譜的には旧：川崎競馬場とつながっていない。新たな川崎競馬場の新設と言う方が正確である）。1954年廃止。旧：戸塚競馬場の跡地は横浜市戸塚区吉田町周辺の日立製作所横浜工場、東戸塚小学校などに、新：戸塚競馬場の汲沢の跡地は汲沢団地等になっている[38]。

### 中部地方
- 新潟競馬場（新潟県豊栄市。現在の新潟市北区。中央競馬と共用） - 2002年廃止。中央競馬は引き続き開催している。新潟県内では1948年度から新潟県営競馬および長岡市営競馬が[39]、1951年度から新潟市営競馬が、1952年度から大島村営競馬（その後合併により三条市営競馬）が1965年度まで行われ1965年度からは新潟県競馬組合（新潟県・長岡市[40]・新潟市・三条市および豊栄市で構成）営競馬が開催されていた。
- 三条競馬場（新潟県三条市） - 1928年開設。2001年まで開催、2002年廃止。現在は南関東競馬の場外発売所[41]
- 高岡競馬場（富山県高岡市下黒田周辺[42]） - 1937年7月24日開設[43]。1953年廃止。1948年から1950年まで富山県営競馬が延べ4回開催された。
- 小松競馬場（石川県小松市末広町周辺[44]） - 1931年開設。1953年廃止。1948年・1949年に石川県営競馬が延べ2回開催された。現在の小松運動公園のあたりに所在。
- 辰口競馬場（石川県能美郡辰口町辰口（現：能美市辰口町）周辺[45]） - 北陸鉄道能美線の辰口温泉駅（廃駅）近くにあった[46]。
- 福井競馬場（福井県福井市文京周辺[47]） - 1932年開設。1961年廃止。1948年から1961年まで延べ76回の地方競馬が開催された。福井県内では1948年度から1954年度まで福井県営競馬が、1948年から1961年まで福井市営競馬が開催された。
- 大野競馬場（福井県大野郡大野町。現在の大野市奥越ふれあい公園周辺[48]） - 1932年、北郷競馬場から移転、開設。1950年廃止。1948年から1950年まで延べ3回の地方競馬が開催された。
- 甲府競馬場（山梨県中巨摩郡玉幡村。現在の甲斐市） - 1928年開設。1946年廃止。戦後は登録のみで競馬法に基づく地方競馬は開催されなかった。
- 富士競馬場（山梨県南都留郡忍野村、山中湖村[49]） - 1931年開設。1948年廃止。1948年に山梨県営競馬が1回開催された。山梨県内では甲府市も開催権を持っていたが、競馬は開催されなかった。
- 松本競馬場（長野県南安曇郡豊科町。現在の安曇野市たつみ原区周辺[50]） - 1950年開設。1956年廃止。1950年から1956年まで、延べ19回の地方競馬が開催された。長野県内では1948年度から1951年度まで長野県営競馬が、1949年度と1952年度から1955年度まで飯田市営競馬が、1951年度から1956年度まで高家村営競馬（その後町村合併により豊科町営となる）が開催された。
- 上諏訪競馬場（長野県諏訪市清水三丁目周辺[51]） - 1934年、富士見競馬場から移転、開設。1960年廃止。1948年から1960年まで（1957年は休止）、延べ24回の地方競馬が開催された。
- 北方競馬場（岐阜県本巣郡真桑村。現在の本巣市三橋三丁目周辺[52]） - 1948年、地方競馬法に基づく競馬場として開設。1954年廃止。1948年から1949年、1952年から1954年まで延べ5回の地方競馬が開催された。
- 三島競馬場（静岡県駿東郡長泉村。現在の長泉町竹原周辺[53]） - 1937年、伊豆長岡競馬場から移転、開設。1955年廃止。1948年度から1954年度まで静岡県営競馬が、1948・1949・1954年度に沼津市営競馬が、1948年度、1949年度に清水市（現：静岡市清水区）営競馬が、1949年度に静岡市営競馬が、1958・1959年度に長泉村営競馬が、延べ34回開催された。おむすび型のコースが特徴であった。
- 岡崎競馬場（愛知県岡崎市羽根町周辺[54]） - 1931年、豊橋競馬場から移転、開設。1953年廃止。1948年から1953年まで、延べ20回の地方競馬が開催された。廃止後は中京競馬場へ移転して開催していた。「長池」という池の周辺の道路にコースの跡が残る。
- 中京競馬場（愛知県豊明市。中央競馬と共用） - 2002年休止。中央競馬は引き続き開催している。なお、愛知県の地方競馬は現在も愛知県競馬組合が名古屋競馬場で開催している。豊明市は愛知県競馬組合の一員として、競馬場が所在する市区町村として引き続き開催権を持っているため、地方・中京競馬が再開される可能性もまったくないわけではない。

### 近畿地方
- 霞ヶ浦競馬場（三重県四日市市霞ヶ浦緑地[55]） - 1929年開設。1954年廃止。跡地は四日市ドーム・四日市競輪場となっている。1948年から1951年まで延べ30回の地方競馬が開催された。三重県で地方競馬の開催権を持っていたのは三重県・四日市市・宇治山田市・桑名市および津市で、各市は一部事務組合を構成し（津市は1949年に開催権を得て後から加入）県営競馬および組合営競馬を開催していた。
- 草津競馬場（滋賀県栗太郡治田村。2024年現在の商業施設Ａスクエア・草津市西渋川周辺[56]） - 1931年開設[57]。1954年廃止。滋賀県営競馬が1948年から1951年まで、延べ9回開催された。
- 京都長岡競馬場（京都府乙訓郡長岡町。現在の長岡京市竹の台周辺[58]） - 別名：長岡競馬場。1929年開設。1957年廃止。1948年から1956年まで京都府営競馬と一部事務組合[59]営競馬を延べ70回開催していた。京都府立乙訓高校及び竹の台団地を囲む道路にコースの跡が見て取れる。
- 大阪競馬場（大阪府大阪市東住吉区） - 別名：長居競馬場。1948年開設。1959年廃止。現在は長居公園[60]。1948年から1959年まで、延べ168回の地方競馬が開催された。
- 春木競馬場（大阪府岸和田市） - 1928年開設。1974年廃止。跡地は現在の岸和田中央公園[61]。春木競馬場における地方競馬開催実績は元データが途中で暦年から年度に変わっているため、不詳。なお大阪府内で地方競馬の開催権を持っていたのは大阪府、大阪市、堺市、布施市（現：東大阪市）、豊中市、貝塚市、吹田市、守口市、岸和田市、八尾市、池田市、泉大津市、泉佐野市、寝屋川市、富田林市、高槻市、茨木市、枚方市の各市で堺以下の各市は直営、また幾度かの変遷を経た組合営競馬を実施していた。
- 淡路競馬場（兵庫県三原郡市村。現在の南あわじ市市青木周辺[62]） - 1949年廃止。1930年に一度廃止し園田競馬場に移転。1947年に再開したが、競馬法の「同一県内に地方競馬場は2場以内」という規定により姫路競馬場へ移転した。跡地は一部が「三原健康広場」となっている。
- 奈良競馬場（奈良県奈良市西大寺山陵町周辺[63]） - 1929年開設。1954年廃止。跡地は一部が奈良競輪場になっている。2コーナーから3コーナーにかけてコースの痕跡が残っている。また、釣り鐘型の特徴のある馬場であった。奈良競馬場では、1948年から1950年まで、8回の奈良県営競馬が開催された。
- 紀三井寺競馬場（和歌山県和歌山市紀三井寺周辺[64]） - 1908年頃開設。1988年廃止。跡地は和歌山県立医科大学病院。その囲周道路は往時の馬場形態である。紀三井寺競馬場では1948年から1988年度まで和歌山市営競馬が開催されたほか、1948・1949・1951年度から1958年度・1968年度から1988年度まで和歌山県営競馬が1949年から1958年度、1960年度から1971年度まで新宮市営競馬が、1949年度から1967年度まで海南市営競馬および田辺市営競馬（1951年からは組合営）が、1954年度から1967年度まで御坊市営競馬（1955年からは組合営）が開催された。

### 中国地方
- 米子競馬場（鳥取県米子市皆生温泉四丁目周辺[65]） - 別名：皆生競馬場。1929年開設。1953年廃止。米子競馬場では1948年から1950年に、3回の鳥取県営競馬が開催された。
- 出雲大社競馬場（島根県出雲市朝山周辺[66]） - 1947年開設。1951年廃止。跡地は自衛隊駐屯地（出雲駐屯地）。出雲大社競馬場では1949年に3回の島根県営競馬が、1951年に1回6日出雲市営競馬が開催された。
- 益田競馬場（島根県益田市高津周辺[67]） - 1947年開設。2002年廃止。現在は南関東競馬の場外発売所として利用。益田競馬場では、1948年度から1950年度に8回の島根県営競馬が、1951年から2002年（1958年は非開催）に益田町営競馬および益田市営競馬が開催された。
- 岡山競馬場（岡山県岡山市江並） - 1933年開設。1958年廃止。跡地は現在工業用地・グラウンドとなっている[68]。1953年までは原尾島の百間川河川敷跡に存在し、現在は原尾島住宅となっている。原尾島にあった岡山競馬場（旧）[69]では1948年から1953年までに32回の岡山県営競馬および岡山市営競馬が、江並にあった岡山競馬場（新）[70]では1953年から1958年までに41回の岡山県営競馬および岡山市営競馬が開催された。
- 五日市競馬場（広島県佐伯郡五日市町。現在の広島市佐伯区五日市中央5、6丁目。現：造幣局用地またはその南側[71]） - 1946年開設。1949年廃止。五日市競馬場では、地方競馬法に基づく馬匹連合会の競馬はおこなわれたが、競馬法に基づく地方公共団体主催の地方競馬は開催されないまま、福山競馬場に移転廃止となった。広島駅の北側にある旧：陸軍東練兵場跡地に競馬場を新設する構想もあったが、実現しなかった[72]。
- 福山競馬場（広島県福山市） - 1949年開設。2013年廃止。現在は跡地に福山市総合体育館が建てられている。
- 下関競馬場（山口県下関市小月小島1丁目周辺[73]） - 別名：小月競馬場。1950年、柳井競馬場から移転開設。ただし、この競馬場そのものは戦前から存在（1931年開設、1947年いったん廃止）したが競馬法施行当時は米軍に接収されていて地方競馬場としての指定が受けられなかったため、やむなく柳井競馬場を新設して地方競馬を実施し返還後、再設したという。1963年廃止。その開催規模は元データが途中で暦年から年度に変更されているため、不詳。なお山口県内では山口県営競馬が1948年度から1958年度まで、下関市営競馬が1948年度から1963年度まで、宇部市営競馬が1948年度から1957年度まで、岩国市営競馬が1948年度から1958年度まで、徳山市（現：周南市）営競馬が1949年度から1958年度まで開催された。
- 柳井競馬場（山口県玖珂郡柳井町。現在の柳井市柳井周辺[74]） - 1948年、地方競馬法に基づく競馬場として開設。引き続き競馬法に基づく競馬を開催したが、1949年、下関競馬場に移転廃止。跡地は、山陽オートレース場の前身である柳井オートレース場になったという。そのコースは基本的に競馬場のコースを使用したと言われている。柳井競馬場では1948・1949年に延べ3回の地方競馬が開催された。
- 宇部競馬場（山口県宇部市際波周辺[75]） - 1948年地方競馬法に基づく競馬場として開設。1954年廃止。宇部競馬場では、1948年から1953年まで、延べ40回地方競馬が開催された。

### 四国地方
- 徳島競馬場（徳島県徳島市） - 1929年開設。1955年廃止。所在地不詳。公開されている当時の航空写真[76]は1947年撮影のあとは1961年撮影のものまでない。両者からは、徳島市北田宮4丁目の現：城北高校と徳島市場内の徳島城の山下から合同庁舎のあたりにかけての2カ所に馬場様の形状がみられる。ただし、いずれも規模が小さいが徳島競馬場の廃止年と地方競馬場の1周1000mという規制の施行時期および他に近辺の航空写真を見ても馬場状の画像が発見できないことから、このいずれかであると考えられる。徳島競馬場では1948年から1955年までに延べ50回の地方競馬が開催された。なお徳島県内では1948年度から1953年度まで徳島県営競馬が、1948年度から1955年度まで徳島市営競馬が、1949年度から（川内村営競馬が同村が徳島市に併合されるまでの）1952年度に鳴門市営競馬が開催された。
- 鳴門競馬場（徳島県鳴門市） - 1948年、地方競馬法に基づく競馬場として開設。1953年廃止。所在地不詳。当時の航空写真から、それと思われるものは、現：鳴門競艇場周辺および鳴門市里浦町里浦地区であるが、判然としない。鳴門競馬場では、1948年から1950年、1952年から1953年に延べ7回の地方競馬が開催された。
- 高松競馬場（香川県香川郡弦打村。現在の高松市郷東町[77]） - 1947年、地方競馬法に基づく競馬場として開設。1954年廃止。現在は香川県警察本部運転免許センターなど。変則6角形の極めて特異な競馬場であった。高松競馬場では、1948年から1954年に25回の香川県営競馬、高松市営競馬、弦打村営競馬が開催された。廃止時には村営競馬のみが開催されていた。
- 三津浜競馬場（愛媛県松山市春美町・辰巳町[78]） - 周辺道路の一部に当時の馬場形状を残している。1929年開設。1955年廃止。三津浜競馬場では、1948年から1955年までに延べ34回の愛媛県営競馬および今治市営競馬が開催された。
- 長浜競馬場（高知県高知市長浜[79]。現：高知競馬場も高知市長浜宮田にあるが、その山下の桂浜に近いところに長浜競馬場はあった） - 1933年開設。1950年、旧：高知競馬場（別名：桟橋競馬場。高知市桟橋通6丁目[80]）に移転廃止。旧：高知競馬場は、1985年に現：高知競馬場に移転廃止。長浜競馬場では、1948・1949年に延べ8回の地方競馬が開催された。高知県で開催権を持っていたのは、高知県および高知市（現在は両者で一部事務組合を構成）ならびに岡豊村（のち南国市）、大津村、高岡町・新居村（のち共に土佐市）、春野村（現：高知市）、日高村および窪川村（現：四万十町）でこれらの村は一部事務組合を構成して競馬を開催していた。形態のうえでは高知県および高知市も1967年12月からその一部事務組合に加盟し、その後開催権を失った村等が組合から脱退したというものである。

### 九州地方
- 八幡競馬場（福岡県八幡市。現在の北九州市八幡西区本城[81]） - 1950年開設。1956年廃止。八幡競馬場では、1950年から1956年までに延べ69回の地方競馬が開催された。福岡県で開催権を持っていたのは、福岡県、大牟田市、久留米市、福岡市、門司市（現：北九州市門司区）、八幡市（現：北九州市八幡東区・八幡西区）、福間町（現：福津市）、遠賀村（現：遠賀町）、西川村・古月村・剣町（これら2村1町は後に鞍手町）で、遠賀村以下は一部事務組合を構成（福間町も後に加入）して競馬を開催していた。
- 福間競馬場（福岡県宗像郡福間町。現在の福津市西福間4丁目[82]） - 1940年、軍馬資源保護法に基づく競馬場として開設。引き続き、地方競馬法、競馬法に基づく競馬を開催。1959年廃止。福間競馬場では1948年から1954年、1957年から1959年に延べ66回の競馬法に基づく地方競馬が開催された。
- 諫早競馬場（長崎県諫早市小船越町[83]） - 1938年、地方競馬規則に基づく競馬場として開設。地方競馬規則に基づく競馬は開催されないまま、第1回の開催は、軍馬資源保護法に基づく競馬として開催。1954年廃止。跡地は、県立総合運動公園。諫早競馬場では、1948年から1954年に19回の長崎県営競馬が開催された。
- 荒尾競馬場（熊本県荒尾市） - 1928年、地方競馬規則に基づく競馬場として開設。引き続き軍馬資源保護法、地方競馬法、競馬法に基づく地方競馬を開催。2011年廃止。
- 山鹿競馬場（熊本県鹿本郡三玉村。現在の山鹿市三玉信田周辺[84]） - 1948年、競馬法に基づく地方競馬場として開設。同年から1952年まで6回の地方競馬が開催された。熊本県・三玉村がそれぞれ開催、1954年廃止。
- 別府競馬場（大分県別府市野口原総合運動場[85]） - 1924年、競馬規程に基づく競馬場として開設。引き続き地方競馬規則、軍馬資源保護法、地方競馬法、競馬法に基づく地方競馬を開催。競馬法時代には、1948年から1950年まで5回の大分県営競馬が開催された。1954年廃止。野口原総合運動場の外周は、当時の競馬場の形態を残している。大分県では、大分県営競馬が1948年度から1951年度、1953・1954年度および1956年4月から11月まで今津町（後に、中津市に合併）営競馬が1954年度に、中津市営競馬が1952年度から1956年11月までそれぞれ開催され、1956年12月からは大分県と中津市で構成する一部事務組合が中津競馬廃止まで競馬を開催した。
- 中津競馬場（大分県中津市[86]） - 1949年から2001年の廃止まで、地方競馬が開催された。跡地は現在の大貞総合運動公園。
- 宮崎競馬場（宮崎県宮崎市） - 現：JRA宮崎育成牧場[87]、名目上、中央競馬と共用。1946年から1948年まで宮崎県畜産組合連合会、1948年度から1962年度まで宮崎県・宮崎市がそれぞれ開催。1963年廃止。宮崎県内では宮崎県営競馬が1948年度から1962年度まで、宮崎市営競馬が1949年度から1962年度まで、都城市営競馬が1948年度から1961年度まで、延岡市営競馬が1950・1951年度に開催された。なお宮崎競馬場における開催規模は1961年までが暦年、1962年が暦年と年度で整理されているため不詳である。
- 都城競馬場（宮崎県都城市早水町周辺[88]） - 旧：都城競馬場は1884年開設という。この旧：都城競馬場は、1930年に新：都城競馬場に移転した。1961年廃止。都城競馬場では、1948年から1961年に延べ28回の地方競馬が開催された。
- 鹿児島競馬場（鹿児島県鹿児島市真砂本町周辺[89]） - 1935年開設。1956年廃止。鹿児島競馬場では1948年から1956年までに35回の地方競馬が開催された。鹿児島県内では鹿児島県営競馬が1948年度から1958年度まで、鹿児島市営競馬と川内市（現：薩摩川内市）営競馬が1948年度から50年度まで、枕崎市営競馬が1950年度に、鹿屋市営競馬が1949年度から1957年度、1959年度から1962年度に開催された。
- 鹿屋競馬場（鹿児島県鹿屋市札元1丁目、寿4丁目[90]。旧：鹿屋競馬場は鹿屋市西原とされる） - 旧：鹿屋競馬場は、1897年頃開設という。この旧：鹿屋競馬場は、1929年に新：鹿屋競馬場に移転した。1962年廃止。鹿屋競馬場では、1949年から1962年に延べ32回の地方競馬が開催された。鹿屋市立寿北小学校の北東に内回り・外回りがあったコースの名残が見て取れる。

## 戦前に廃止・休止された地方競馬場
戦前の地方競馬は、いわゆる祭典競馬、1908年の競馬規程に基づく競馬、1927年の地方競馬規則に基づく競馬、1939年の軍馬資源保護法に基づく競馬と変遷を重ねた。その他にも都道府県の規則等に基づく競馬も行われていた。さらに言えば、明治初年の競馬場については、地方競馬場あるいは中央競馬場という概念もなかったと言える。
これらの競馬場の系譜関係には不明な点もある。また、常設の競馬場であったか否かも不明の点がある。

### 北海道地方
- 札幌育種場競馬場 - 1872年9月14日、札幌神社の祭日に琴似街道の路上で競馬が開催されたという。この競馬は1877年に至り、北海道開拓使規則に基づく競馬として開拓使育種場内（後の北大講堂付近）に半マイルの常設馬場を造成して、春秋2回開催された。
- 中島遊園地競馬場 - 現在の札幌中島公園である札幌中島遊園地南方に所在したという。1882年、札幌育種場競馬から移転開設。1周525間。1902年、現：札幌競馬場に移転、廃止。現：札幌競馬場は1905年から札幌の競馬会の主催する競馬場となり、地方競馬場としてはいったん廃止された。
- 函館海岸町競馬場 - 函館市海岸町。1877年開設。1周440間。1891年、現：函館競馬場に移転、廃止。現：函館競馬場は1905年から函館の競馬会の主催する競馬場となり、地方競馬場としてはいったん廃止された。
- 稚内競馬場 - 稚内市栄2丁目、3丁目[91]。1周1000m。1928年、地方競馬規則に基づく地方競馬場として開設。1933年春季開催後、開催中止のまま軍馬資源保護法の制定に伴い廃止。
- 女満別競馬場 - 北海道網走市大空町女満別西三条付近[92]。1928年、地方競馬規則に基づく地方競馬場として開設。1932年春季開催をもって野付牛競馬場に移転、廃止。
- 野付牛競馬場 - 当時の所在地名は、常呂郡野付牛町上常呂原野。1周1600m。1932年女満別競馬場から移転、開設。軍馬資源保護法の制定に伴い廃止。
- 羽幌競馬場 - 北海道苫前郡羽幌町南町、栄町[93]。1周1000m。1929年、地方競馬規則に基づく地方競馬場として開設。軍馬資源保護法の制定に伴い廃止。
- 栗沢競馬場 - 岩見沢市栗沢町。開設年不詳。競馬規程に基づく競馬場であったが、地方競馬規則の制定に伴い廃止。
- 美唄競馬場 - 美唄市。開設年不詳。競馬規程に基づく競馬場であったが、地方競馬規則の制定に伴い廃止。
- 深川競馬場 - 深川市。開設年不詳。競馬規程に基づく競馬場であったが、地方競馬規則の制定に伴い廃止。
- 江別競馬場（古） - 江別駅東方に所在したという。1周500m。1885年開設。旧：江別競馬場に移転、廃止。
- 江別競馬場（旧） - 江別市内飛鳥山に所在したという。1周当初600m、のち1000m。1905年、古江別競馬場から移転、開設。競馬規程および地方競馬規則に基づく競馬を開催。1933年、新：江別競馬場に移転、廃止。
- 江別競馬場（新） - 江別駅から2Kmの地に所在したという。1周1200m。旧：江別競馬場から移転、開設。軍馬資源保護法の制定に伴い廃止。
- 根室競馬場 - 根室市西浜町4丁目[94]。1周1000m。1929年、地方競馬規則に基づく競馬場として開設。その前年にも競馬が行われたという。軍馬資源保護法の制定に伴い廃止。
- 釧路競馬場 - 旧：鳥取村、現在の駒場町付近[95]。1周1200m。1932年、地方競馬規則に基づく競馬場として開設。軍馬資源保護法の制定に伴い1937年廃止。
- 帯広競馬場（古） - 帯広町東3条10丁目。1周半マイル。1897年開設。1911年、旧：帯広競馬場に移転、廃止。
- 帯広競馬場（旧） - 帯広町南2線西8番地。1周1マイル。1932年春季開催をもって現：帯広競馬場に移転、廃止。
- 日高競馬場 - 新ひだか町静内末広町、木場町[96]。1周1600m。1928年、地方競馬規則に基づく競馬場として開設。軍馬資源保護法の制定に伴い廃止。
- 苫小牧競馬場 - 当時の所在地名は勇払郡苫小牧町字旭町。1909年頃競馬規程に基づく競馬場として開設。引き続き地方競馬規則に基づく競馬を開催。1周1610m。軍馬資源保護法の制定に伴い廃止。
- 倶知安競馬場 - 虻田郡倶知安町旭[97]。1周1200m。1929年開設。翌1930年から地方競馬規則に基づく競馬を開催。軍馬資源保護法の制定に伴い廃止。
- 八雲競馬場 - 二海郡八雲町東雲町[98]。1周1000m。1931年、地方競馬規則に基づく地方競馬場として開設。軍馬資源保護法の制定に伴い廃止。
- 今金競馬場 - 当時の所在地名は瀬棚郡利別村大字今金。1周1200m。1932年、地方競馬規則に基づく地方競馬場として開設。翌33年以後は開催されないまま、軍馬資源保護法の制定に伴い廃止。

### 東北地方
- 野辺地競馬場 - 当時の所在地は青森県上北郡野辺地町、現在の上北郡東北町大平。1906年から昭和初期まで競馬を開催。1931年に馬場を閉鎖。
- 青森競馬場（旧） - 当時の所在地名は青森県青森市造道、現在の佃2丁目、3丁目と思われる[99]。1932年、地方競馬規則に基づく地方競馬場として開設。同年に2回の開催を行った以後開催休止したまま廃止された。
- 青森競馬場（新） - 青森県青森市横内田茂木野大沢[100]。1935年、地方競馬規則に基づく地方競馬場として開設。軍馬資源保護法の制定に伴い廃止。

なお、青森競馬場では戦後、競馬法に基づく地方競馬が1949年から1951年まで開催されたが、その青森競馬場が旧：青森競馬場であるのか新：青森競馬場であるのかははっきりしない。一般に、昔の青森競馬場の跡地として紹介されているのは、旧：青森競馬場である。また、『地方競馬史』には1周1600mとあるのも新旧いずれの青森競馬場であるのか判然としないが、おそらく新：青森競馬場であると思われる。しかし、地形図から判断する限り、旧：青森競馬場も同程度の規模であるように思われる。
- 八戸競馬場（旧） - 別名：天女ヶ窪競馬場。当時の所在地名は青森県三戸郡鮫村大字浜通り天女ヶ窪、現在のタイヘイ牧場と八戸南高等学校にかけて所在したものと思われる[101]。1周1マイル。1910年に開設。競馬規程に基づく競馬場であったと思われるが、1927年には地方競馬規則に基づく競馬も行われたようである。新：八戸競馬場に移転、廃止。
- 八戸競馬場（新） - 青森県八戸市根城3丁目から6丁目。1周1600m。1928年、地方競馬規則に基づく地方競馬場として開設。軍馬資源保護法の制定に伴い廃止。なお、戦後の1947年に地方競馬法に基づく地方競馬場として再開設。引き続き競馬法に基づく地方競馬を開催したが、1951年の開催をもって廃止。
- 金木競馬場 - 五所川原市金木町の金木高校の東方200〜300mの畑地[102]。1912年に開設され、以後、毎年旧暦6月1日に競馬が行われたという。1927年、地方競馬規則に基づく競馬開催許可を受け、翌1928年から1937年まで競馬を開催、以後休止したまま軍馬資源保護法の制定に伴い廃止。
- 盛岡競馬場（古） - 黄金競馬場（旧）ともいう。当時の所在地名は岩手県盛岡市仁王大字上田。1902年開設。以後競馬規程に基づく競馬、地方競馬規則に基づく競馬が開催されたが、1932年、旧：盛岡競馬場に移転、廃止。
- 盛岡競馬場（旧） - 黄金競馬場とも言う。岩手県盛岡市上田毛無森、上田堤頭、上田上堤頭、上田庚申窪、上田黒石野平、上田下黒石野平[103]。1周1600m。1933年開設。軍馬資源保護法の制定に伴い、いったん廃止。1947年地方競馬法に基づく競馬場として再開設。1996年、現：盛岡競馬場に移転、廃止。
- 水沢競馬場（古）。岩手県、所在地の詳細は不詳。1周半マイル。1912年競馬規程に基づく競馬場として開設されたらしい。1922年、旧：水沢競馬場に移転、廃止。
- 水沢競馬場（旧） - 岩手県奥州市水沢区中上野町水沢公園[104]。1周1600m。古水沢競馬場から移転、開設。軍馬資源保護法の制定に伴い、いったん廃止。1947年地方競馬法に基づく地方競馬場として再開設。このとき馬場の距離が縮小されたようである。1964年、現：水沢競馬場に移転、廃止。
- 花巻競馬場 - 岩手県花巻市南諏訪町、諏訪、大谷地[105]。1周1600m。1926年競馬規程に基づく競馬場として開設。引き続き地方競馬規則に基づく競馬を開催したが、1937年春季開催をもって休止。軍馬資源保護法の制定に伴い廃止
- 蛇田競馬場 - 当時の所在地名は宮城県牡鹿郡蛇田村。1周800m。1915年開設、競馬規程に基づく競馬場。1925年まで開催し、廃止された。
- 吉岡競馬場 - 当時の所在地名は宮城県黒川郡吉岡町城内。1周800m。1917年開設、競馬規程に基づく競馬場と思われる。1918年の開催をもって廃止。
- 色麻競馬場 - 当時の所在地名は、宮城県加美郡色麻村、のちの加美種畜場内という。1周800m。1924年開設。競馬規程に基づく競馬場と思われる。地方競馬規則の制定に伴い、廃止。
- 鳥矢崎馬場 - 当時の所在地名は、宮城県栗原郡鳥矢崎村駒崎。1周800m。1924年開設。競馬規程に基づく競馬場と思われる。地方競馬規則の制定に伴い、廃止。
- 宮城野原競馬場 - 仙台市宮城野原の帝国陸軍宮城野原練兵場内。この練兵場では1912年以来、同じく陸軍の川内追廻練兵場と交互に、虻田競馬場開設までの間に競馬が行われたという。のちに地方競馬規則の制定に伴い、地方競馬規則に基づく地方競馬場として1928年に再開設されたが、1929年春季開催をもって愛子競馬場に移転、廃止。
- 愛子競馬場 - 当時の所在地名は、宮城県宮城郡広瀬村上愛子。1周1200m。1929年宮城野原競馬場から移転、開設。1931年秋季開催をもって小牛田競馬場に移転、廃止。
- 小牛田競馬場 - 当時の所在地名は、宮城県遠田郡小牛田町字石神囲。1周1200m。1932年、愛子競馬場から移転、開設。軍馬資源保護法の制定に伴い、廃止。
- 八橋競馬場 - 当時の所在地名は、秋田県南秋田郡寺内町八橋、八橋種畜運動場内。1周1000m。1914年開設、競馬規程に基づく競馬場であったと思われる。引き続き、地方競馬規則に基づく地方競馬場として競馬を開催。1938年の開催をもって、軍馬資源保護法の制定に伴い、廃止。
- 後三年競馬場 - 秋田県仙北郡美郷町飯詰東西法寺、南西法寺[106]。1周1600m。1915年開設、仙北郡内の長野村川口、六郷町冀北、金沢西根村にあった競馬場が統合されたという。そして1923年から競馬規程に基づく競馬場となったものと思われる。引き続き地方競馬規則に基づく地方競馬場となったが、軍馬資源保護法の制定に伴い、廃止。
- 大上競馬場 - 秋田県横手市大雄、雄物川町薄井の雄物川堤防内[107]。1周1600m。1917年開設。1932年、地方競馬規則に基づく競馬場となる。軍馬資源保護法の制定に伴い、廃止。
- 新庄競馬場 - 山形県新庄市十日町の山神社東北の泉田川の段丘上の水田[108]。1周1000m。1928年、地方競馬規則に基づく地方競馬場として開設。軍馬資源保護法の制定に伴い、廃止。
- 酒田競馬場 - 山形県酒田市光ヶ丘5丁目[109]。1周1000m。1928年、地方競馬規則に基づく地方競馬場として開設。軍馬資源保護法の制定に伴い、廃止。
- 原町競馬場 - 福島県南相馬市原町区牛来、中太田の雲雀ヶ原競馬場[110]。1周1200m。相馬野馬追宵乗り競馬等の競馬が行われていた雲雀ヶ丘に、1927開設。開設後の同年8月、地方競馬規則が制定され、同規則に基づく地方競馬場となった。1937年の開催をもって休止。軍馬資源保護法の制定に伴い、廃止。戦後の1947年に地方競馬法に基づく地方競馬場として再開設されたが、競馬法に基づく地方競馬場とはならず、廃止された。
- 会津競馬場 - 別名：若松競馬場。福島県会津若松市山見町、一箕町大字亀賀[111]。1周1200m。1929年、地方競馬規則に基づく地方競馬場として開設。翌1930年春季開催から競馬を開催。軍馬資源保護法の制定に伴い、いったん廃止。戦後、若松競馬場として再開設。1949年および1950年に競馬法に基づく地方競馬を開催したが、廃止された。

### 関東地方
- 那須競馬場 - 当時の所在地名は、栃木県那須郡大田原町。馬場の規模は不詳。1928年、地方競馬規則に基づく地方競馬場として開設。1932年春季開催をもって小山競馬場に移転、廃止。
- 小山競馬場 - 当時の所在地名は、栃木県下都賀郡大谷村。1周1200m。1933年開設。翌1934年から地方競馬規則に基づく競馬を開催。軍馬資源保護法の制定に伴い、廃止。
- 足利競馬場（古） - 別名：山辺競馬場。当時の所在地名は栃木県足利郡山辺町。1周1000mと思われる。1930年、地方競馬規則に基づく地方競馬場として開設。軍馬資源保護法の制定に伴い、廃止。なお、戦後の1948年に地方競馬法に基づく足利競馬場として開設された旧：足利競馬場は、山辺ではなく、現在の足利市岩井町、伊勢南町、渡良瀬川河川敷の渡瀬緑地、渡瀬運動公園の場所に開設された。

なお、栃木県では1880年に県の命令として「競馬取締規則」が制定され、1910年にはその改正も行われたという。1910年当時は、競馬規程の改正により地方競馬の開催が認められていたので、栃木県の競馬は、県独自の競馬として行われてもいたものと思われるが、何処にその競馬場があったのか定かでない。
- 館林競馬場 - 群馬県館林市近藤町の第10小学校、アクロスショッピングセンター、藤村ヒューム管工場の一帯[112]。1周1600m。1933年、地方競馬規則に基づく地方競馬場として開設。軍馬資源保護法の制定に伴い、廃止。
- 伊勢崎競馬場 - 群馬県伊勢崎市新栄町茂呂県営住宅を中心とした一帯[113]。1周1000m。1930年、地方競馬規則に基づく地方競馬場として開設。軍馬資源保護法の制定に伴い、廃止。

なお、群馬県では1911年制定の県の「競馬取締規則」があったということから、県独自の競馬が行われてもいたものと思われるが、何処にその競馬場があったのか定かでない。
- 高萩競馬場 - 当時の所在地名は、茨城県多賀郡高萩町。馬場の規模は不明。1928年、地方競馬規則に基づく地方競馬場として開設。1930年秋季開催をもって休止。水戸競馬場に移転、廃止。
- 水戸競馬場 - 茨城県水戸市水府町の茨城県職業人材センター[114]。馬場の規模は人材センターと同程度。1934年、高萩競馬場から移転、開設。1936年秋季開催をもって休止。旧：古河競馬場に移転、廃止。
- 古河競馬場（旧） - 茨城県古河市桜町、長谷町の渡良瀬川堤防沿い[115]。1周1000m。1938年、水戸競馬場から移転、開設。同年の開催をもって、軍馬資源保護法の制定に伴い、廃止。なお、戦後に地方競馬法に基づく地方競馬場として開設され、引き続き競馬法に基づく地方競馬を1959年まで開催した古河競馬場（新）とは、別の地にあった。新：古河競馬場の所在地は、古河市北町の古河第6小学校周辺。
- 結城競馬場 - 当時の所在地名は、茨城県結城郡結城町。馬場の規模は不明。1931年、地方競馬規則に基づく競馬場として開設。1935年の開催をもって、取手競馬場に移転、廃止。
- 荒川沖競馬場 - 当時の所在地名は、茨城県稲敷郡朝日村大字荒川沖（現：土浦市）。1周1000m。1924年、競馬規程に基づく競馬場として開設（開設当時は1周800m。地方競馬規則基づく競馬場となった時点で、1000mに改修）。軍馬資源保護法の制定に伴い、廃止。
- 秩父競馬場 - 所在地不詳。馬場の規模不明。地方競馬規則に基づく競馬場として開設。1929年春季開催1回を行った後、川越競馬場に移転、廃止。
- 川越競馬場 - 当時の所在地名は、埼玉県川越市大字新宿。1周1600m。1929年、秩父競馬場から移転、開設。1931年春季開催をもって、大宮競馬場に移転、いったん廃止。1933年、熊谷競馬場から移転、再開設。軍馬資源保護法の制定に伴い、廃止。
- 熊谷競馬場 - 所在地不詳。馬場の規模不明。1929年、地方競馬規則に基づく競馬場として開設。1933年春季開催をもって川越競馬場に移転、廃止。
- 大宮競馬場 - 当時の所在地名は、埼玉県北足立郡大宮町大字大宮。1周1600m。1931年、川越競馬場から移転、開設。軍馬資源保護法に基づく競馬場にも指定されたが、1944年、戦争の激化とともにすべての競馬が開催を停止した際に開催停止し、軍馬資源保護法の廃止とともに、廃止。
- 粕壁競馬場 - 1940年に軍馬資源保護法により開設された競馬場で、場所は現：小渕。1947年に廃止され、浦和競馬場として移転。
- 九美上競馬場 - 千葉県香取郡香取町九美上。馬場の規模は不明。開設年不詳、元来は牧場内の馬場で競馬が行われていたという。1925年、競馬規程に基づく競馬場となったと思われる。引き続き地方競馬規則に基づく競馬場として開催を続けたが、いつまで開催されたかは不詳。市川競馬場に移転、廃止。この移転に関して紛争があったという。
- 市川競馬場 - 千葉県市川市大洲1,2,3,4丁目[116]。1周1600m。1931年、九美上競馬場から移転、開設。軍馬資源保護法の制定に伴い、廃止。
- 椿森競馬場 - 所在地不詳、千葉市外椿森にあったという。馬場の規模不明。大正の末年に開設されたという。千葉県畜産組合連合会の主催と言うから、競馬規程に基づく競馬場であった思われる。1927年頃まで開催と言うから、地方競馬規則に基づく競馬場でもあったかもしれない。柏競馬場に移転、廃止。なお、柏競馬場の開設年は、1928年。
- 招魂社競馬場 - 東京都千代田区九段北2丁目の靖国神社境内の大村益次郎の像のある地帯。1周900メートル。1870年9月に最初の競馬が行われ、1898年頃まで神社の例大祭に行われたという。
- 三田競馬場 - 三田育種場競馬場ともいう。東京都港区芝3丁目のセレスティンホテルからその西側一帯。1周620間（約1.1キロメートル）。1877年、仮設で開設。1879年に常設となる。終末は定かではないが1890年頃に消滅したらしい。古地図には興農競馬場とある。
- 戸山競馬場 - 「陸軍戸山学校競馬場」とも。東京都新宿区大久保三丁目早稲田大学理工学部一帯。一周は1280メートル。1879年、グランド前アメリカ合衆国大統領の歓待のために、陸軍戸山学校に開設された。その後共同競馬株式会社が競馬を開催したが、1884年、不忍池競馬場に移転、廃止。
- 上野不忍池競馬場 - 東京都台東区上野公園。1周880間（1,600メートル）。1884年、戸山競馬場から移転、開設。1884年から1892年の間、上野恩賜公園の不忍池周囲を整備して池を周回するコースにして開催していた。1892年の開催をもって廃止。
- 千住競馬場 - 1906年頃、闇の草競馬が行われたといわれる以外、一切不詳。
- 羽田競馬場 - 1927年7月[117]、競馬規程に基づく競馬場として、東京府荏原郡羽田町入船耕地（現在の東京都大田区東糀谷6丁目、大田区立羽田中学校付近[117]）の六万坪の借地[117]に開設され，荏原郡馬匹組合の主催で同年7月15日から4日間に渡って第1回開催が行われた[118]。この開催の後、地方競馬規則の公布を受けて、東京府下の各郡の馬匹畜産組合が集まって東京府馬匹畜産組合連合会を結成した[119]。当初の地方競馬規則では東京府内の開催地は一箇所しか認められなかったため、1927年秋からの連合会の競馬開催地を巡っては各郡の馬匹畜産組合が激しい争奪戦を繰り広げたが、最終的には、江東馬匹畜産組合（城東馬匹畜産組合）が新設する洲崎競馬場（江東競馬場）が開催地に選ばれ[120]、羽田競馬場での開催は一旦終了となった。しかし洲崎競馬場での2回の開催は大きな損失を出し[121]、負債と開催権を羽田競馬場の所有者が買い取る形で事態が収められ、1928年秋からの開催地は羽田競馬場に戻された[122]。その後、地権者とのトラブルや規模拡張の要望を受けて、東京府荏原郡羽田町大字鈴木新田御台場耕地（現在の東京都大田区羽田空港2丁目、羽田空港第3ターミナル付近）[123][124]の十万坪の土地に移転した。1931年に埋立工事に着手し、翌1932年に1周1600mのコースや建築設備等が完成して開場。日中戦争の勃発に伴い立法された軍馬資源保護法の施行によって、1937年限りで休催、翌1938年に廃場へと追い込まれた[125]。廃止後の土地は日本特殊鋼の工場や本土防衛用の高射砲基地などに用いられ[117]、第二次大戦後にアメリカ軍に接収されて、周辺の穴守稲荷神社等と共に東京飛行場の一部となった。
- 洲崎競馬場 - 1927年秋、地方競馬規則に基づく競馬場として開場。名称は文献や地図により、「江東競馬場」[120][126]、「砂町競馬場」[127]、「江東馬匹畜産組合競馬場」[128][129]、「洲崎江東競馬場」[120]、「江東洲崎埋立競馬場」[120]などの表記もある。東京府馬匹畜産組合連合会の結成後、連合会下の城東馬匹畜産組合により、江東洲崎埋立地に開設された[120]。所在地は現在の東京都江東区新砂1丁目6番地付近[130]。1927年12月と翌1928年4月[126]に東京府馬匹畜産組合連合会主催の競馬を開催したが、収支は大赤字となり[121]、この2回の開催だけで廃止となった[126]。
- 八王子競馬場（旧） - 当時の所在地名は、東京都南多摩郡小宮町字西中野。1周1000m。1928年、地方競馬規則に基づく地方競馬場として開設。1934年、東京都八王子市高倉町、日野市旭が丘。首都大学東京日野キャンパスを中心とした一帯に所在した新：八王子競馬場（1949年、大井競馬場に移転したため廃止）へ移転、廃止。

以下、神奈川県の競馬場について記述するが、神奈川県の競馬場については、不可思議な点がある。神奈川県の地方競馬は、祭典競馬は別として、1923年の関東大震災復興を目的として制定された県の競馬規程に基づき開催されていたらしい。同規程に基づき神奈川県には8競馬場が開設されたという。地方競馬規則の制定に当たり、当初は4か所に整理しようとしたが、さらにこれを2か所に整理する必要が生じたという。結果としては、暫くの間、大船、藤沢、平塚、小田原の各競馬場の持ち回りで地方競馬規則に基づく競馬を開催していた。戦後になるが、1946年には、県内の8競馬場で能力検定競励会という競馬が開催されたという。県の競馬規程が何時廃止されたかは不明であるが、日本国憲法公布までの間は、仮に廃止措置がとられていない場合には県の競馬規程は依然効力を持っていたのであるから、県の競馬規程に基づく競馬は、地方競馬規則制定後も引き続き開催されていたのかもしれない。
- 大船競馬場 - 神奈川県鎌倉市大船6丁目鎌倉女子大学・イトーヨーカドー大船店周辺。馬場の規模、開設年、廃止年ともに不詳。ただし、この競馬場の跡地は、松竹大船撮影所になったというが、その地鎮祭が1934年に行われたというので、廃止はその頃か。大船競馬場では、1931年春季、1932年秋季、1933年春季に地方競馬規則に基づく競馬が開催された。
- 藤沢競馬場 - 当時の住所は、神奈川県高座郡藤沢町白旗。現在の御殿辺公園・藤沢市民病院付近[131]。関東大震災の復興資金捻出を目的として、高座畜産組合橋本競馬場の移転という形で、高座畜産組合藤沢競馬場として1926年9月開設。現：川崎競馬場への統合のため、1932年秋の開催を最後に廃止[132][133]。1931年秋季、1932年春季に地方競馬規則に基づく競馬が開催された。
- 平塚競馬場 - 所在地、馬場の規模、開設年、廃止年ともに不詳。平塚競馬場では、1931年秋季に地方競馬規則に基づく競馬が開催された。
- 小田原競馬場（神奈川県小田原市） - 1925年、小田原市谷津花岳（現：小田原市谷津の谷津団地付近）に開設。花岳競馬場とも呼ばれた[134]。馬場の規模、開設年、廃止年ともに不詳。1930年廃止と脚注の小田原市のホームページにあるが、『地方競馬史』第1巻には、小田原競馬場では1931年春季に地方競馬規則に基づく競馬が開催されたとある。
- 大師競馬場 - 別名：川崎競馬場（旧）。神奈川県川崎市川崎区塩浜1丁目、日ノ出2丁目[135]。1周1200m。1932年、地方競馬規則に基づく地方競馬場として開設。軍馬資源保護法の制定に伴い、廃止。
- 戸塚競馬場（旧） - 当時の所在地名は神奈川県鎌倉郡戸塚町吉田。1周1600m、幅30m。1932年、地方競馬規則に基づく地方競馬場として開設。軍馬資源保護法の制定に伴い、1942年10月には新：戸塚競馬場（神奈川県横浜市戸塚区汲沢1丁目の汲沢団地からその南側の一帯、走路1000m 幅25m）に移転、廃止。走路1000m、幅25mなお、新：戸塚競馬場では、軍馬資源保護法、地方競馬法、競馬法に基づく競馬を開催したが、現：川崎競馬場に移転。1950年10月の開催が最後となり、1954年12月に廃止[136]。
- 横須賀競馬場・三横競馬場 - 神奈川県横須賀市大津町5丁目の現：市営大津グランド付近。馬場の規模は不明。1925年3月に第1回のレースが開催された。にわか作りのだ円形の柵、階段状観客席を備えていた。1930年廃止。
- 橋本競馬場 - 当時の所在地名は神奈川県高座郡相原村橋本。現在の神奈川県相模原市緑区西橋本1丁目付近。馬場の規模は不明。1923年5月5日に第1回のレースが開催された。1926年に地方競馬規則の制定に先立ち、藤沢競馬場に統合・廃止された[137]。

### 中部地方
- 甲府競馬場 - 別名：玉幡競馬場。当時の所在地名は、山梨県中巨摩郡玉幡村西八幡。1周1000m。開設年不詳。山梨県には、各郡に競馬規程に基づく競馬場があったらしい。これらの競馬場は、地方競馬規則の制定に伴い、中巨摩郡玉幡村の甲府競馬場と、南都留郡忍野村の富士競馬場に整理統合されたという。甲府競馬場では、1928年秋季開催から地方競馬規則に基づく競馬が開催された。1937年秋季開催をもって山梨飛行場に買収され廃止されたという。なお、玉幡競馬場では1946年に地方競馬法に基づく競馬が1回行われたという記録がある。また、山梨県の他に甲府市も戦後暫くの間競馬法に基づく競馬開催権を持っており、甲府競馬場の開設の動きもあったようであるが、ついに再開設されることは無かった。
- 富士競馬場 - 山梨県南都留郡忍野村忍草、山中湖村山中の旧：鎌倉往還とファナック工場との間の林[49]。1周1600m。開設年不詳。1931年春季開催から地方競馬規則に基づく競馬を開催。1935年秋季開催をもって、上野原競馬場に移転のため開催を休止。しかし、上野原競馬場は建設工事着手の時点で軍馬資源保護法の議会提出があったため、工事を中止。結果的に、富士競馬場は、軍馬資源保護法の制定に伴って廃止となった。なお、富士競馬場は、1947年地方競馬法に基づく地方競馬場として再開設。引き続き競馬法に基づく競馬を1回開催したが、以後開催休止のまま、廃止された。
- 松本競馬場（古） - 長野県松本市笹部。馬場の規模不明。1925年、競馬規程に基づく地方競馬場として開設。引き続き地方競馬規則に基づく競馬を開催したが、1930年の開催をもって旧：松本競馬場に移転、廃止。
- 松本競馬場（旧） - 当時の所在地名は、長野県東筑摩郡本郷村。1周1100m。1931年古松本競馬場から移転、開設。軍馬資源保護法の制定に伴い、廃止。なお、戦後の競馬法に基づく新：松本競馬場は、長野県安曇野市豊科高家のたつみ原団地[138]に開設された。
- 富士見競馬場 - 長野県諏訪郡富士見町富士見のJマート周辺[139]。馬場の規模不明。1927年、地方競馬規則基づく地方競馬場として開設。1929年から1932まで競馬を開催。上諏訪競馬場に移転、廃止。
- 岩村田競馬場 - 当時の所在地名は、長野県北佐久郡三井村大字新子田。馬場の規模不明。1927年、地方競馬規則基づく地方競馬場として開設。1928年から1930年まで競馬を開催。軽井沢競馬場に移転、廃止。
- 軽井沢競馬場 - 長野県北佐久郡軽井沢町発地の軽井沢72ゴルフ東コース[140]。1周1600m。1931年岩村田競馬場から移転、開設。1936年の開催をもって休止。軍馬資源保護法の制定に伴い、廃止。
- 新発田競馬場 - 当時の所在地は、北蒲原郡新発田町。1896年頃開設という。1908年、関屋競馬場（旧：新潟競馬場）が開設された際に、廃止されたようである。
- 柏崎競馬場 - 新潟県柏崎市北園町、新花町[141]。1周1000m。1929年、地方競馬規則に基づく競馬場として開設。1931年から競馬を開催。軍馬資源保護法の制定に伴い、廃止。
- 見附競馬場 - 当時の所在地名は、新潟県南蒲原郡見附町。馬場の規模不明。1924年、新潟県令に基づき開設されたというが、開設年および主催者が南蒲原郡畜産組合であることからして、競馬規程に基づく競馬場であったのかもしれない。地方競馬規則の制定に伴い、三条競馬場に移転、廃止。
- 八尾競馬場 - 当時の所在地名は、富山県婦負郡保内村、現在の富山市八尾町福島の八尾中学、八尾高校一帯と思われる[142]。馬場の規模は不明。1929年、地方競馬規則に基づく地方競馬場として開設。翌1930年春季開催から競馬を開催。1936年の開催をもって、1937年7月24日に高岡競馬場に移転、廃止[43]。なお、富山県では、1924年以来、富山県富山市五福の歩兵第35連隊練兵場に仮設馬場を設け、競馬規程に基づく競馬を開催し、引き続き地方競馬規則に基づく競馬を1929年まで開催していた。八尾競馬場は、この歩兵35連隊練兵場競馬場から移転したものである。
- 富山競馬場 - 富山県富山市浜黒崎の浜黒崎キャンプ場周辺[143]。1周1000m。1932年、地方競馬規則に基づく地方競馬場として開設。同年から競馬を開催。軍馬資源保護法の制定に伴い、1937年7月24日に高岡競馬場に移転、廃止[43]。
- 金沢競馬場（旧） - 石川県金沢市新神田1丁目の高岡中学校、新神田小学校、新神田団地[144]。1周1000m。1931年、地方競馬規則に基づく地方競馬場として開設。軍馬資源保護法の制定に伴い、いったん廃止。戦後の1947年に地方競馬法に基づく地方競馬場として再開設。引き続き競馬法に基づく競馬を開催。現：金沢競馬場に移転、廃止。なお、旧：金沢競馬場の前身は、陸軍練兵場内の仮設競馬場である。同競馬場では1925年から競馬規程に基づく競馬を開催し、1928年には地方競馬規則に基づく競馬も行われた。
- 羽咋競馬場 - 石川県羽咋市大川町[145]。馬場の規模不明。1931年、地方競馬規則に基づく地方競馬場として開設。1933年の開催をもって休止。1937年、小松競馬場に移転、廃止。なお羽咋では千里浜海岸で1926年から競馬規程に基づく競馬も行われたというが、何時の頃からか廃止されたらしい。

石川県では、1895年制定の県令第8号興行取締規則による競馬が行われていたという。また、1925年には、松任、辰口、津幡、高浜、和倉で郡畜産組合主催の競馬が行われたという。これらの競馬は競馬規程に基づく競馬と思われる。これらの競馬場は1927年まで競馬が行われたというから、地方競馬規則の制定に伴い、廃止されたものと思われる。ただ、辰口と和倉はその後も競馬を開催したというから、その競馬は前記の県令第8号に基づく競馬と思われる。
- 福井競馬場 - 福井市大宮1丁目の幾久公園[147]。1周1000m。1933年、地方競馬規則に基づく地方競馬場として開設。軍馬資源保護法の制定に伴い、いったん廃止。戦後1947年地方競馬法に基づく競馬場として再開設。引き続き競馬法に基づく地方競馬を開催したが、1961年の開催をもって廃止。なお、福井競馬場開設前の地方競馬規則に基づく競馬は、1928年または1929年[148]から福井県足羽郡東安居村水越一足羽川放水路付近の仮設馬場で行われた。
- 北郷競馬場 - 当時の所在地名は、福井県大野郡北郷村小舟戸。1周800m。1925年競馬規程に基づく競馬場として開設。引き続き地方競馬規則に基づく競馬を開催したが、1932年春季開催をもって大野競馬場に移転、廃止。なお、大野競馬場は、引き続き軍馬資源保護法に基づく競馬を開催したが、戦争の激化とともに開催停止、戦後、軍馬資源保護法の廃止に伴い、いったん廃止されたが、1948年競馬法に基づく地方競馬場として再開設。1950年の開催をもって休止、そのまま廃止された。
- 相川競馬場 - 当時の静岡県志太郡相川付近に所在したという以外、不詳。旧：焼津競馬場に移転、廃止。
- 焼津競馬場（旧） - 当時の静岡県志太郡焼津町弁天公園。馬場の規模不明。1920年、相川競馬場から移転、開設。1921年から競馬を開始。競馬規程に基づく競馬場であったと思われる。引き続き、地方競馬規則に基づく競馬を開催したが、何時の頃か不明であるが、新：焼津競馬場に移転廃止。
- 焼津競馬場（新） - 当時の静岡県志太郡焼津町焼津駅から1丁の場所。1周1000m。軍馬資源保護法の制定に伴い、廃止。
- 長岡競馬場 - 当時の所在地名は、静岡県田方郡伊豆長岡町。馬場の規模不明。1934年、地方競馬規則に基づく競馬場として開設。1935年の開催をもって休止。三島競馬場に移転、廃止。
- 浜松競馬場 - 正式名は、浜松市名残常設競馬場。浜名郡畜産組合主催の競馬が始まる。設置場所は、大日本帝国陸軍歩兵第六十七聯隊（現在の静岡大学浜松キャンパス）の西側。1928年に国の法令で「1931年以降静岡県内の競馬場は2場まで」と決められた為、1933年の秋季開催で廃止された。当時の所在地に該当する地名は、静岡県浜松市中区文丘町。馬場の規模は、1周800m程。1921年、地方競馬規則に基づく競馬場として開設。1933年の秋季開催をもって廃止された。
- 中津競馬場 - 岐阜県中津川市駒場の中津商高の西側の畑地[149]。馬場の規模不明。1927年、地方競馬規則に基づく競馬場として開設。1933年をもって岐阜県羽島郡八剣村に移転のため廃止、しかし、八剣村の競馬場は完成せず、笠松競馬場に移転した。
- 高須競馬場 - 当時の所在地は、岐阜県海津郡高須町の大江川畔。馬場の規模不明。1927年、地方競馬規則に基づく競馬場として開設。1930年の開催をもって各務原競馬場に移転、廃止。
- 各務原競馬場 - 岐阜県各務原市鵜沼各務ヶ原町3,4,5丁目一帯[150]。1周1600m。1931年、高須競馬場から移転、開設。軍馬資源保護法の制定に伴い、廃止。
- 養老競馬場 - 岐阜県養老郡養老町柏尾、養老の老人ホーム白鶴荘の辺り[151]。1周1200m。1938年、地方競馬規則に基づく競馬場として開設。同年の秋季開催の1回のみの開催で、軍馬資源保護法の制定に伴い、廃止。
- 岡崎競馬場（旧） - 当時の愛知県岡崎市の愛知県種畜場内。馬場の規模不明。1923年、競馬規程に基づく競馬場として開設。地方競馬規則の制定に伴い、廃止。なお、1931年に愛知県岡崎市羽根町小豆坂に新：岡崎競馬場が開設され、同競馬場では地方競馬規則、軍馬資源保護法、地方競馬法、競馬法に基づく地方競馬が開催されたが、中京競馬場に移転、廃止された。
- 豊川競馬場 - 所在地、馬場の規模ともに不詳。1923年、競馬規程に基づく競馬場として開設。地方競馬規則の制定に伴い、廃止。
- 豊橋競馬場 - 所在地、馬場の規模ともに不詳。1924年、競馬規程に基づく競馬場として開設。引き続き、地方競馬規則に基づく競馬を開催したが、新：岡崎競馬場に移転、廃止。
- 一宮競馬場 - 所在地、馬場の規模ともに不詳。1922年、一宮では競馬規程に基づく競馬が開催されたというが、この競馬場は常設競馬場であったか否かは不詳。1925年に競馬場を新設[152]して、引き続き競馬規程に基づく競馬を開催したという。地方競馬規則の制定に伴い、廃止。
- 名古屋競馬場（古古） - 別名：川中競馬場。当時の所在地名は、愛知県西春日井郡川中村。地方競馬規則に基づく競馬場として開設、1928年春季開催から競馬を開催したものと思われる。古名古屋競馬場に移転、廃止。
- 名古屋競馬場（古） - 別名：稲永競馬場。愛知県名古屋市港区一州町[153]。馬場の規模は不明[154]。1931年9月27日から、地方競馬規則に基づく競馬を開催したものと思われる。1936年、旧：名古屋競馬場に移転、廃止。
- 名古屋競馬場（旧） - 別名：岩倉競馬場。愛知県岩倉市の岩倉中学校周辺[155]。古名古屋競馬場から移転、開設。軍馬資源保護法の制定に伴い、廃止。

### 近畿地方
- 阿漕ヶ浦競馬場 - 当時の所在地名は、三重県津市八幡町2498番地。1周1000m。開設年不詳。元来隣接の結城神社境内にあった直線200mの馬場を移したものという。1927年秋季開催から地方競馬規則に基づく競馬を開催。軍馬資源保護法の制定に伴い、廃止。
- 大阪競馬場 - 大阪府八尾市、当時の所在地名は大阪府中河内郡八尾町。1周1000m。戦後、競馬法に基づく地方競馬場として、現在の長居公園に作られた大阪競馬場とは別。1930年、大阪府大阪市港区（後の大正区）鶴巻の仮設馬場、大阪城東練兵場の仮設馬場で行われていた地方競馬規則に基づく競馬を常設競馬場で行うために開設された。軍馬資源保護法の制定に伴い廃止。
- 花園競馬場 - 大阪府東大阪市。
- 洲本三熊公園山頂競馬場 - 大正期に洲本城跡にあった競馬場[156][157]で、当時の絵葉書に「淡路競馬場」の記載がある。現地に競馬場があった旨の石碑があり祭典競馬が行われていた。現在は三熊いこいヶ丘となっている。
- 淡路競馬場（旧） - 所在地、馬場の規模とも不詳[158]。淡路地方には、1914年頃に仮設の競馬場があったという。常設競馬場として建設された旧：淡路競馬場は、1928年、地方競馬規則に基づく地方競馬場として開設され、翌1929年春季開催から競馬を開催したが、1930年春季開催をもって園田競馬場に移転、廃止。
- 明石競馬場 - 兵庫県明石市、当時の所在地名は、兵庫県明石郡林崎村藤江。1周1000m。1927年、地方競馬規則に基づく競馬場として開設。翌1928年から競馬を開催。軍馬資源保護法の制定に伴い、廃止。

### 中国地方
- 皆生競馬場 - 米子競馬場とも言う。鳥取県米子市皆生温泉1,4丁目[159]。1周1000m。1928年、地方競馬規則に基づく競馬場として開設。翌1929年から競馬を開催。1937年春季開催をもって休止。軍馬資源保護法の制定に伴い、いったん廃止。1947年地方競馬法に基づく米子競馬場として再開設され、引き続き競馬法に基づく競馬を開催したが、1950年の開催をもって休止、1953年廃止された。

- 松江競馬場 - 島根県松江市浜乃木1丁目の住宅地[160]。馬場の形態が道路にそのまま残っている。1周1000m。1929年、地方競馬規則に基づく競馬場として開設。同年秋季開催から競馬を開催。1937年春季開催をもって休止。軍馬資源保護法の制定に伴い、廃止。
- 浜田競馬場 - 当時の所在地名は、島根県那賀郡浜田町（現：浜田市）1周1000m。1929年、地方競馬規則に基づく競馬場として開設。同年秋季開催から競馬を開催。1937年春季開催をもって休止。軍馬資源保護法の制定に伴い、廃止。
- 岡山競馬場（古） - 西大寺競馬場とも言う。岡山県上道郡西大寺（現：岡山市東区）、吉井川の河川敷に1周800mの走路があった。現在は向州公園となっている。1927年、地方競馬規則に基づく競馬場として開設。同年秋季開催から、競馬を開催。1932年の秋季開催をもって、岡山県岡山市原尾島の旧：岡山競馬場に移転、廃止。なお、旧：岡山競馬場は、戦後の1953年に岡山県岡山市江並の新：岡山競馬場に移転した。
- 倉敷競馬場 - 岡山県倉敷市老松町4丁目[161]、現在は倉敷平成病院、岡山県立倉敷工業高等学校、倉敷市立老松小学校、老松幼稚園、老松保育園などの用地となっており走路跡がほぼそのまま道路として利用されている。1929年、地方競馬規則に基づく競馬場として開設。同年から競馬を開催。軍馬資源保護法の制定に伴い、廃止。
- 深川競馬場 - 当時の所在地名は、広島県安佐郡深川村。馬場の規模不詳。1925年、競馬規程に基づく競馬場として開設されたらしい。1927年、古広島第1競馬場に移転、廃止。
- 広島競馬場（古） - 当時の所在地名は、広島県広島市観音町。馬場の規模不詳。深川競馬場から移転、地方競馬規則に基づく競馬場として開設。1927年春季開催から競馬を開催。1931年春季開催をもって、旧：広島第1競馬場に移転、廃止。なお、1929年に広島第2競馬場が開設された際に、広島第1競馬場と名称を変更したらしい。
- 広島第1競馬場（旧） - 当時の所在地名は、広島県広島市宇品町。馬場の規模不詳。1931年、古広島第1競馬場から移転、開設。同年秋季開催から競馬を開催。1933年春季開催をもって新：広島第1競馬場に移転、廃止。
- 広島第1競馬場（新） - 広島市南区大洲2,3,4丁目[162]。1周1000m。1933年、旧：広島第1競馬場から移転、開設。同年秋季開催から競馬を開催。引き続き軍馬試験保護法に基づく競馬を開催したが、戦争の激化により開催を停止。軍馬資源保護法の廃止に伴い、廃止。戦後の地方競馬法に基づく広島県の地方競馬は、五日市競馬場を新設して行われた。広島第1競馬場は、系譜的には五日市競馬場につながると言えよう。
- 広島第2競馬場 - 当時の所在地名は、広島県福山市野上町。馬場の規模不詳。1929年、地方競馬規則に基づく競馬場として開設。同年秋季開催から1933年春季開催まで競馬を開催。その後については、『地方競馬史』第1巻では、ある場所では廃止といい、他の場所では休場と記述されているため、不明である。なお、広島第2競馬場は、後の福山競馬場とは所在地も異なり、系譜的にもつながっていない。福山競馬場は系譜的には、五日市競馬場からの移転、開設である。
- 大歳競馬場 - 当時の所在地名は、山口県吉敷郡大歳村（現在の山口市・矢原河川公園付近）。馬場の規模は不明[163]。1927年、地方競馬規則に基づく競馬場として開設。同年秋季から1930年秋季まで競馬を開催。以後休場ののち、湯田競馬場に移転、1933年廃止。
- 湯田競馬場 - 当時の所在地名は、山口県山口市湯田五反田（現在の山口市泉町周辺）[164]。1周1000m。1933年大歳競馬場から移転、開設。同年秋季開催から競馬を開催。軍馬資源保護法の制定に伴い、1939年廃止。

### 四国地方
- 徳島競馬場 - 徳島県徳島市北田宮4丁目の城北高校一帯[165]。1周1000m。1929年、地方競馬規則に基づく競馬場として開設。翌1930年春季開催から競馬を開催。軍馬資源保護法の制定に伴い、いったん廃止。なお、1948年競馬法に基づく地方競馬場として再開設されたが、1955年の開催をもって廃止された。
- 助任競馬場 - 当時の所在地は、徳島県徳島市下助任町大字大岡の別宮川右岸河川敷という。馬場の規模不明。1926年、競馬規程に基づく競馬場として開設されたものと思われる。撫養競馬場に移転、廃止。
- 撫養競馬場 - 当時の所在地は、徳島県板野郡里浦村字坂田という。馬場の規模不明。1928年、地方競馬規則に基づく競馬場として開設。1928年秋季開催、1929年春季開催をもって加茂競馬場に移転、廃止。
- 加茂競馬場 - 所在地不詳。馬場の規模不明。撫養競馬場から移転、開設。1930年春季開催を開催した後、里浦競馬場に移転、いったん廃止。1932年里浦競馬場から再移転、再開設。同年の秋季開催をもって、吉野川競馬場に移転、廃止。
- 里浦競馬場 - 所在地不詳。馬場の規模不明。加茂競馬場から移転、開設。1931年春秋の開催を行う。1932年加茂競馬場に移転、廃止。なお、1932年の春季開催の開催競馬場は、不明。
- 吉野川競馬場 - 徳島県板野郡川内村地先および同村中島地先（現：徳島市）というから、旧：吉野川の河川敷かとも思われる。1周1000m。1933年開設。同年秋季開催から競馬を開催。軍馬資源保護法の制定に伴い、廃止。
- 仏生山競馬場 - 当時の所在地名は、香川県香川郡仏生山町大字百木目。1周1000m。1929年開設。同年秋季開催から競馬を開催。軍馬資源保護法の制定に伴い、廃止。
- 三芳競馬場 - 愛媛県周桑郡三芳村（現：西条市）三芳の日泉化学の工場の当たり[166]。1周1000m。1929年、地方競馬規則に基づく競馬場として開設。翌1930年春季開催から競馬を開催。軍馬資源保護法の制定に伴い、廃止。
- 高知公園競馬場 - 1886年、高知公園東側広場、1周約600mの円形馬場を作り、高知・徳島国道開通の余興のための競馬が行われたという。また、競馬規程制定後には、高知県下の数カ所に常設馬場が作られたと云うが、詳細は不詳。
- 桟橋競馬場 - 別名：高知競馬場（旧）。高知県高知市桟橋通6丁目[167]。1周は当初800m、1929年1000mに改修。1916年、競馬規程に基づく競馬場として開設。引き続き地方競馬規則に基づく競馬を開催したが、軍馬資源保護法の制定に伴い、廃止。戦後、古高知競馬場（長浜競馬場）から移転、再開設。競馬法に基づく地方競馬を開催したが、新：高知競馬場（現：高知競馬場）に移転、廃止。
- 山田競馬場 - 当時の所在地名は高知県香美郡土佐山田町。1周800m。1927年、地方競馬規則に基づく競馬場として開設。1933年春季開催をもって長浜競馬場に移転、廃止。なお、長浜競馬場では、地方競馬規則、軍馬資源保護法、地方競馬法、競馬法に基づく競馬を開催したが、1949年の開催をもって旧：高知競馬場（桟橋競馬場）に移転、廃止された。

### 九州地方
- 福岡競馬場 - 当時の所在地名は、福岡県筑紫郡春日村大字小倉。1周1000m。1930年、地方競馬規則に基づく競馬場として開設。1931年秋季開催をもって春日原競馬場に移転、廃止。
- 春日原競馬場 - 当時の所在地名は、福岡県筑紫郡春日村大字春日。1周1200m。1932年、福岡競馬場から移転、開設。軍馬資源保護法の制定に伴い、廃止。
- 植木競馬場 - 福岡県直方市植木の遠賀川と犬鳴川の合流点の河川敷内（犬鳴川の下新入側）[168]。馬場の規模不詳。1928年、地方競馬規則に基づく競馬場として開設。同年秋季開催から競馬を開催。1929年秋季開催をもって飯塚競馬場に移転、廃止。
- 飯塚競馬場 - 福岡県飯塚市秋松から堀池にかけての穂波川沿い[169]。1周1000m。1930年植木競馬場から移転、開設。軍馬資源保護法の制定に伴い、廃止。
- 大川競馬場 - 当時の所在地名は、福岡県三潴郡大川町大字酒見。馬場の規模不詳。1928年、地方競馬規則に基づく競馬場として開設。同年秋季開催から競馬を開催。1929年秋季開催をもって大牟田競馬場に移転、廃止。
- 大牟田競馬場 - 当時の所在地名は、福岡県大牟田市。馬場の規模不詳。1930年大川競馬場から移転、開設。1932年春季開催をもって直方競馬場に移転、廃止。
- 直方競馬場 - 福岡県直方市感田の遠賀川河川敷[170]。馬場の規模不詳。大牟田競馬場から移転、開設。1932年秋季開催から競馬を開催。1935年春季開催をもって久留米競馬場に移転、廃止。
- 久留米競馬場 - 福岡県久留米市大石町[171]。1周1000m。直方競馬場から移転、開設。1935年秋季開催から競馬を開催。軍馬資源保護法の制定に伴い、廃止。

以下、佐賀県の競馬場について述べるが、『地方競馬史』第1巻の記述には混乱があるため、判然としない部分がある。
- 佐賀競馬場（古古） - 別名：大崎競馬場。所在地の詳細は不詳、佐賀市外大崎にあったという。馬場の規模、開設年、廃止年ともに不詳。佐賀の競馬は、1884年から春秋2回の祭典競馬と思われる競馬が行われてきたという。この競馬は1925年に、競馬規程に基づく競馬となったようである。八戸競馬場に移転、廃止。
- 佐賀競馬場（古） - 別名：八戸競馬場。所在地の詳細は不詳、八戸町にあったという。馬場の規模、開設年ともに不詳。地方競馬規則の制定に伴い、廃止予定のところ、暫定的に開催を許可された。1928年、暫定許可から本許可に改められた。八戸競馬場では1927年から地方競馬規則に基づく競馬を開催したが、1929年、佐賀県佐賀市神野町大字西神の旧：佐賀競馬場に移転、廃止された。なお、旧：佐賀競馬場は、1972年に現：佐賀競馬場に移転、廃止された。
- 目達原競馬場 - 当時の所在地名は、佐賀県神埼郡三田川村。1周1400m。開設年不詳、競馬規程に基づく競馬場として開設されたらしい。地方競馬規則の制定に当たり、佐賀県の競馬場は目達原競馬場に統合されることとなった。しかし、1928年6月に佐賀県の地方競馬規則に基づく競馬場として、佐賀競馬場と伊万里競馬場が新たに指定され、目達原競馬場は廃止されることとなったが、1930年までの暫定開催を許可された。その後、地方競馬規則の改正によると思われるが、佐賀県の競馬場の数が3か所となったことにより、結果として競馬開催を継続したようである。軍馬資源保護法の制定に伴い、廃止。
- 鳥栖競馬場 - 佐賀県三養基郡畜産組合主催の、競馬規程に基づく競馬が開催されたという以外、詳細は不明。地方競馬規則の制定に伴い、廃止となったが、1927年8月から1928年8月までの間に1回限りの開催が許可されたという。
- 豆津競馬場 - 当時の所在地名は、佐賀県三養基郡北茂安村。1周1200m。開設年、不詳。競馬規程に基づく競馬場であったが、地方競馬規則の制定に伴い、いったん廃止。1933年、伊万里競馬場から移転、再開設。軍馬資源保護法の制定に伴い、廃止。
- 牛津競馬場 - 佐賀県小城郡畜産組合主催の、競馬規程に基づく競馬が開催されたという以外、詳細は不明。地方競馬規則の制定に伴い、廃止となったが、1927年8月から1928年8月までの間に1回限りの開催が許可されたという。
- 山本競馬場 - 佐賀県東松浦郡畜産組合主催の、競馬規程に基づく競馬が開催されたという以外、詳細は不明。地方競馬規則の制定に伴い、廃止となったが、1927年8月から1928年8月までの間に1回限りの開催が許可されたという。
- 川東競馬場 - 佐賀県西松浦郡畜産組合主催の、競馬規程に基づく競馬が開催されたという以外、詳細は不明。地方競馬規則の制定に伴い、廃止となったが、1927年8月から1928年8月までの間に1回限りの開催が許可されたという。なお、この川東競馬場は伊万里競馬場の別称であったかもしれない。松浦鉄道の伊万里駅の隣駅が川東駅である。
- 伊万里競馬場 - 佐賀県西松浦郡。馬場の規模不詳。1928年、地方競馬規則に基づく競馬場として開設。1930年の開催をもって休止。豆津競馬場に移転、廃止。
- 早岐競馬場 - 当時の所在地名は、長崎県東彼杵郡早岐町権常寺免。馬場の規模不明。1925年、競馬規程に基づく競馬場として開設。引き続き地方競馬規則に基づく競馬を開催。宮崎免競馬場に移転、廃止。
- 宮崎免競馬場 - 当時の所在地名は、長崎県東彼杵郡早岐町宮崎免。馬場の規模不明。1931年、早岐競馬場から移転、開設。大村競馬場に移転、廃止。
- 大村競馬場 - 長崎県大村市。当時の所在地名は、東彼杵郡西大村字杭出津郷大茶園。1周1200m。1936年、宮崎免競馬場から移転、開設。軍馬資源保護法の制定に伴い、廃止。
- 長崎競馬場（旧） - 長崎県長崎県長崎市松山町。馬場の規模不詳。1927年、地方競馬規則に基づく競馬場として開設。1932年秋季開催をもって、時津競馬場に移転のため休止。時津競馬場に移転、廃止。
- 長崎競馬場（新） - 別名：時津競馬場。長崎県西彼杵郡時津町浜田郷の三菱電機工場[172]。1周1020m。1936年、旧：長崎競馬場から移転、開設。同年の開催をもって休止。軍馬資源保護法の制定に伴い、廃止。
- 島原競馬場 - 所在地、馬場の規模ともに不詳。1925年、競馬規程に基づく競馬場として開設。引き続き地方競馬規則に基づく競馬を開催。1932年の開催をもって休止。諫早競馬場に移転、廃止。
- 熊本競馬場 - 当時の所在地名は、熊本県熊本市田崎町。1周1004m。1931年に元熊本市営公設運動場内の仮設馬場（同所では、1927年に1回、地方競馬規則に基づく競馬が開催されたという）から移転、開設。1932年春季開催から競馬を開催。軍馬資源保護法の制定に伴い、廃止。
- 八代競馬場 - 当時の所在地名は、熊本県八代郡植柳町。1周1200m。1929年、地方競馬規則に基づく競馬場として開設。軍馬資源保護法の制定に伴い、廃止。
- 宇佐競馬場（旧） - 大分県の宇佐神宮境内に所在した。開設年不詳。馬場は当初500m、後700m。当初は祭典競馬が行われたが、1924年から競馬規程に基づく競馬場となった。1927年、馬場を700mに改修、引き続き地方競馬規則に基づく競馬を開催したが、新：宇佐競馬場に移転、廃止。
- 宇佐競馬場（新） - 当時の所在地名は、大分県宇佐郡宇佐町南宇佐。1周1040m。1932年、旧：宇佐競馬場から移転、開設。軍馬資源保護法の制定に伴い、廃止。
- 中津競馬場（旧） - 別名：大幡競馬場。大分県下毛郡大幡村内というほか不詳。1924年、競馬規程に基づく競馬場として開設。1927年、馬場を800mに改修して、地方競馬規則に基づく競馬を開催しようとしたが、休止。1931年に地方競馬規則に基づく競馬を開催。新：中津競馬場に移転、廃止。
- 中津競馬場（新） - 別名：大貞競馬場。大分県中津市大貞の大貞総合運動公園。1周1000m。1932年、旧：中津競馬場から移転、開設。軍馬資源保護法の制定に伴い、いったん廃止。1948年、地方競馬法に基づく大貞競馬場として再開設。引き続き競馬法に基づく中津競馬場として競馬を開催したが、2001年廃止。
- 延岡競馬場（古） - 別名：恒富競馬場（旧）。当時の所在地名は、宮崎県南臼杵郡恒富村大字恒富字平原塩浜。1周800m。1913年、競馬規程に基づく競馬場として開設。旧：延岡競馬場に移転、廃止。
- 延岡競馬場（旧） - 別名：恒富競馬場。当時の所在地名は、宮崎県南臼杵郡恒富村大字恒富字三ツ瀬。1周800m。1917年、旧：恒富競馬場から移転、開設。引き続き、地方競馬規則に基づく競馬を開催。新：延岡競馬場に移転、廃止。
- 延岡競馬場（新）- 宮崎県延岡市緑ヶ丘3,4丁目[173]。1周1000m。1930年、旧：延岡競馬場から移転、開設。軍馬資源保護法の制定に伴い、廃止。
- 都城競馬場（旧） - 当時の所在地名は、宮崎県北諸県郡五十市村簑原。馬場の規模不詳。1884年開設という。その後、競馬規程制定に伴い、同規程に基づく競馬場となったと思われる。競馬規程に基づく競馬の時代である1911年には、馬場を新設したという。引き続き、地方競馬規則に基づく競馬を開催したが、1928年の開催をもって、新：都城競馬場に移転、廃止。
- 都城競馬場（新） - 都城市早水町と隣町の三股町花見原にかけての地域[174]。1周1000m。1930年、旧：都城競馬場から移転、開設。軍馬資源保護法の制定に伴い、いったん廃止。戦後の1948年、競馬法に基づく地方競馬場として再開設されたが、1961年の開催をもって、廃止された。
- 小林競馬場 - 宮崎県小林市堤の国道221号と268号の分岐点から小林保健所周辺にかけて[175]。馬場の規模、開設年ともに不詳。競馬規程の廃止と、地方競馬規則の制定に伴い、整理される予定であったが、都城競馬場と春秋交代で開催することが黙認されたという[176]が、1935年秋季開催以降、小林競馬場は廃止されたという。
- 宮崎競馬場（古） - 別名：和知河原競馬場。大淀河畔和知河原にあったという他は、馬場の規模ともに不詳。大正の末頃、大淀河畔にあった競馬場を、地方競馬規則に基づく競馬を行うために移転、新設し、競馬を開催したというが、『地方競馬史』第1巻の記述を総合すると、地方競馬規則に基づく競馬は開催されなかったようにも思われる。
- 宮崎競馬場（旧） - 別名：檍ヶ原競馬場。檍ヶ原にあったという他は、馬場の規模ともに不詳。和知河原競馬場から移転したというが、『地方競馬史』第1巻の記述を総合すると、地方競馬規則に基づく競馬は開催されなかったようにも思われる。
- 宮崎競馬場 - 当時の所在地名は、宮崎県宮崎市下北方町。1周1270m。檍ヶ原競馬場から移転という。1929年開設。同年春季開催から地方競馬規則に基づく競馬を開催。引き続き、軍馬資源保護法に基づく競馬を開催したが、戦争の激化とともに休止。軍馬資源保護法の廃止に伴い、廃止。なお、戦後に地方競馬法に基づく競馬、次いで競馬法に基づく地方競馬を開催した宮崎競馬場は、中央競馬の宮崎競馬場である。中央競馬の宮崎競馬場では、戦後、中央競馬は開催されなかった。

追って、『地方競馬史』第1巻によれば、宮崎県内には、地方競馬規則の制定時整理された競馬場として、上記の他に東諸県郡本庄村嵐田、南那珂郡大束村、児湯郡、東臼杵郡に競馬場があったと言う。
- 鴨池競馬場 - 所在地不詳、1周半マイル。1913年、競馬規程に基づく競馬場として開設。引き続き地方競馬規則基づく競馬を1932年秋季開催まで開催[177]。鹿児島競馬場（鹿児島県鹿児島市東郡元町の西半分）[178]に移転、廃止。なお、鹿児島競馬場は、1935年開設。引き続き、軍馬資源保護法、地方競馬法、競馬法に基づく地方競馬を開催したが、1956年の開催をもって廃止された。
- 鹿屋競馬場（旧） - 当時の所在地名は、鹿児島県肝属郡鹿屋町西原。1周800m。1899年頃開設という。1938年春季開催をもって、移転のため休止。新：鹿屋競馬場に移転、廃止。
- 鹿屋競馬場（新） - 鹿児島県鹿屋市札元1丁目、寿4丁目[90]。道路の一部に馬場の形状を残している。1929年、旧：鹿屋競馬場から移転、開設。軍馬資源保護法の制定に伴い、いったん廃止。1949年、競馬法に基づく地方競馬場として再開設。1962年の開催をもって廃止された。
- 南薩競馬場 - 鹿児島県川辺郡川辺村勝目（現：南九州市川辺町大戸原の畑地。25000分の1地形図には、馬場そのものの形状の道路が見られる[179]）。1930年開設。翌1931年春季開催から競馬を開催。軍馬資源保護法の制定に伴い、廃止。